# 텔레비전의 역사

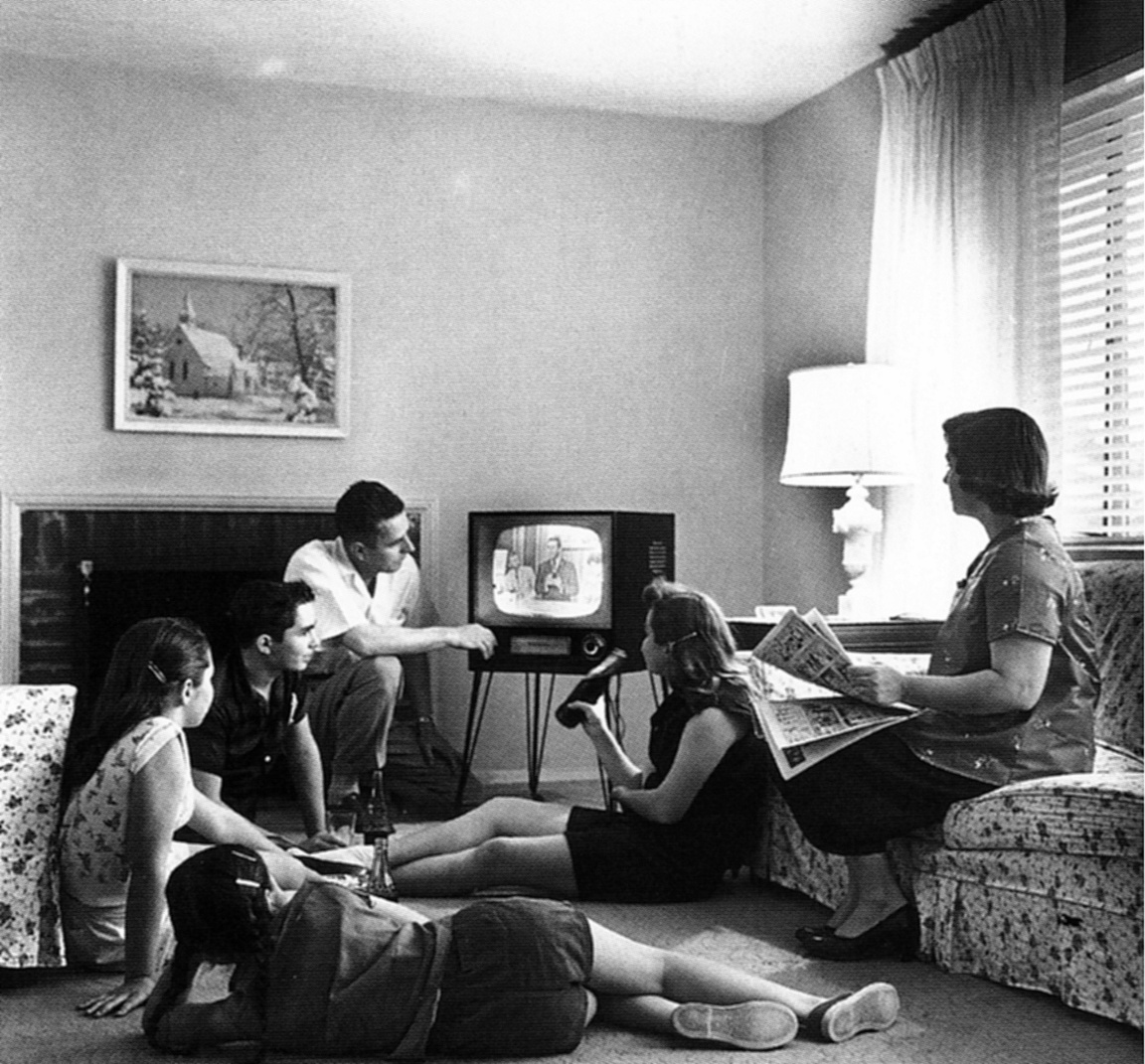
TV를 보는 가족, 1958년

텔레비전이라는 개념은 19세기 말부터 20세기 초까지의 시기에 다수에 의하여 이루어진 개념으로, 전파 시스템을 통한 최초의 동영상 전송에서는 기계적 회전 천공 디스크인 닙코프 디스크를 사용하여 화면을 시간변동 신호로 스캔한 후, 이를 수신기에서 다시 변환하여 원래 이미지를 복구하였다.
텔레비전의 개발은 제2차 세계대전으로 인해 중단되었는데 전쟁이 끝난 후 이미지를 전자식으로 스캔하고 표시하는 완전 전자식 텔레비전이 표준으로 되었다. 전송된 이미지에 색상을 추가하는 여러 가지 표준이, 기술적으로 서로 호환되지 않는 신호 표준을 사용하여 다수의 지역에서 개발되었다. 텔레비전 방송은 제2차 세계대전 이후 급속도로 활성화되어 광고, 선전, 오락을 위한 중요한 대중 매체가 되었다.
텔레비전 방송은 지상파 송신소에서 송신하는 VHF 및 UHF의 무선 신호, 지구 궤도 위성에서 마이크로파 신호를 통하여 공중으로 전송되거나, 또는 케이블 TV를 통하여 유선으로 개별 소비자에게 전송된다. 많은 국가에서는 원래의 아날로그 방송 방법에서 벗어나 이제는 디지털 TV 표준을 사용하여 추가적인 작동 기능을 제공하고 전파 스펙트럼의 대역폭을 절약하여 보다 수익성 있는 용도로 사용하고 있다. 텔레비전 프로그램의 목록은 인터넷을 통해서도 배포될 수 있다. 텔레비전 방송은, 광범위한 지리적 영역에 걸쳐 프로그래밍을 배포할 수 있는 장거리 초단파 네트워크와 같은 기술의 지속적인 개발에 의해 지원되고 있다. 텔레비전 방송을 위한 비용은, 민간 또는 정부 기관이 지불하는 광고 수익에 의하거나 또는 일부 국가에서는 수신기 소유자가 지불하는 텔레비전 수신료로 방송 자금을 조달한다. 특히 케이블이나 위성을 통해 전달되는 일부 서비스에 대해서는 수신자에 의한 구독료에 의하기도 한다.
3차원 텔레비전은 상업적으로 이용되고 있으나 화면 재생 방식의 한계로 인해서 소비자들에게는 널리 수용되지 않고 있다. 비디오 녹화 방법을 사용하면 프로그래밍을 편집하고 재생하여 나중에 방송할 수 있게된다.

## 기계식 텔레비전
팩시밀리 전송 시스템은 19세기 초 기계적으로 그래픽을 스캔하는 방법을 개척했다. 스코틀랜드의 발명가인 알렉산더 베인은 1843년에서 1846년 사이에 팩시밀리 기계를 소개했다. 영국의 물리학자 프레드릭 베이크웰은 실험실 버전으로 작동하는 팩시밀리를 1851년에 시연했다. 전신선을 활용하여 작동하는 최초의 실용적인 팩시밀리 시스템이 1856년부터 이탈리아의 신부인 지오반니 카셀리에 의해 개발되어 사용되었다.
1873년 영국의 전기공학자 윌러비 스미스(Willoughby Smith)는 셀레늄 원소에서 광전도성을 발견했고, 이 발견은 1895년 초에 전화선을 통해 정지 이미지를 전송하는 방법인 전신 사진, 모든 종류의 전자 이미지 스캐닝 장치(정지 및 동작 모두), 및 궁극적으로 TV 카메라 기술 등으로 이어졌다.

닙코프 디스크. 이 개략도에서는 구멍에 의해 만들어지는 원형의 경로를 보여 주는데, 구멍은 정확도를 높이기 위해 정사각형으로 할 수도 있다. 검은색 윤곽선으로 표시된 디스크 영역은 스캔된 영역을 나타낸다.

23세의 독일 대학생이던 파울 고틀리프 닙코프는 1884년 베를린에서 닙코프 디스크를 고안하여 특허를 받았다. 이것은 나선형 구멍 패턴이 있는 회전하는 디스크로, 각 구멍에 의하여 이미지가 선형으로 스캔되었다. 그는 실제로 작동 모델을 구축한 적은 없지만 닙코프의 회전 디스크, 즉 "이미지 래스터라이저"를 변형한 것들이 매우 보편화되었다.
콘스탄틴 페르스키(Constantin Perskyi)는 1900년 8월 24일 파리에서 열린 세계 박람회에서 개최된 〈국제 전기 회의〉에 제출한 논문에서 텔레비전이라는 단어를 만들었다. 페르스키의 논문에서는 닙코프 등의 연구를 언급하면서 기존의 전기 기계 기술에 대하여 검토했다. 그런데 1907년 리 드포리스트와 아서 코른에 의해 증폭관 기술이 개발되면서 이러한 설계가 비로소 실용적이 되었다.
이미지의 즉시 전송에 대한 최초의 시연은 1909년 파리에서 조르쥬 리루(Georges Rignoux)와 A. 푸르니어(A. Fournier)에 의해 이루어졌다. 기계적 정류자에 개별적으로 연결된 64개의 셀레늄 셀의 배열이 전자적인 망막 역할을 했다. 수신기에서는 일종의 커 셀에 의하여 빛을 변조하고, 이 변조된 빔을 회전하는 디스크의 가장자리에 부착된 일련의 다양한 각도의 거울에 의하여 디스플레이 화면으로 주사하였다. 송신기와 수신기의 동기화는 별도의 회로에 의하여 조정되었다. 이 개념 증명을 위한 시연에서 8×8 픽셀 해상도는 알파벳의 개별 문자를 명확하게 전송하기에 충분했는데, 초당 "여러 번" 업데이트된 이미지가 전송되었다.
1911년에 보리스 로싱과 그의 제자인 블라디미르 즈보리킨은 기계식 거울-드럼 스캐너를 이용하여 전선을 통하여 "브라운관"( 음극선관 또는 "CRT" ) 수신기까지, 즈보르킨 자신의 표현에 의하면 "매우 조잡한 이미지"를 전송하는 시스템을 제작했다. 동영상은 스캐너의 "감도가 충분하지 않고 셀레늄 셀이 매우 느렸기" 때문에 불가능했다.
1914년 5월, 아치볼드 로우는 런던의 자동차 엔지니어 협회에서 자신의 텔레비전 시스템을 처음으로 시연했다. 그는 자신의 시스템을 '텔레비스타'(Televista)라고 불렀다. 이 행사는 전 세계적으로 널리 보도 되었으며 일반적으로 "무선으로 보다"(Seeing By Wireless)라는 제목이 붙었다. 시연은 해리 고든 셀프리지에게 깊은 인상을 주어서, 1914년 자신의 매장에서 열린 과학 및 전기 전시회에 텔레비스타를 포함시켰다. 또한 영국 주재 미 영사관의 칼 레이먼드 루프 부영사도 크게 흥미를 느껴서, 로우의 시스템에 대한 상당한 세부 정보가 포함된 런던 주재 미국 영사관 보고서를 작성하였다. 로우의 발명품에서는 매트릭스 검출기(카메라) 및 모자이크 스크린(수신기/뷰어)을 사용하였는데, 전자 기계식 스태닝 메커니즘이 있어 셀 접점 위로 회전 롤러를 이동시키면서 카메라/뷰어 데이터 링크에 멀티플렉스 신호를 제공하였다. 수신기에서도 송신기와 유사한 롤러를 사용했으며 송신기와 수신기의 두 개의 롤러는 동기화되었다. 이것은 20세기의 어떠한 다른 TV 시스템과도 달랐으며 어떤 면에서 로우는 현대적 디지털 TV보다 80년 앞서 디지털 TV 시스템을 가지고 있었다. 런던에서 이러한 시연이 있은 직후에 제1차 세계대전이 시작되어 제1차 세계대전에서 민감한 군사 업무인 영국 무인 항공기에 관여하게 되었고, 그래서 그는 1917년까지 특허를 신청하지 않았다.
그의 "텔레비스타"에 관한 특허 번호 191,405는 "광학 이미지의 전기 전송을 위한 개선된 장치"라는 제목으로 1923년에 마침내 출판되었는데, 이러한 지연은 보안상의 이유에 의한 것으로 보인다. 이 특허에서는, 스캐닝 롤러가 어레이의 각 행에 있는 셀에 해당하는 전도성 접점 행을 갖고 있으며 롤러가 회전함에 따라 차례로 각 셀을 샘플링하도록 배열되어 있다고 기술하고 있다. 수신기 롤러도 유사하게 구성되어 있어 회전할 때마다 롤러가 셀 배열을 가로지르면서 한 줄의 셀을 처리한다. 이를 미국에 보고한 루프 부영사의 보고서에서는 다음과 같이 즉, . . . "수신기는 얇은 강철 슬레이트를 통과하는 편광의 통과에 의해 작동되는 일련의 셀로 구성되며 수신기에서 송신기 앞의 물체는 깜박이는 이미지로 재생된다", "롤러는 다음의 모터로 구동된다. 분당 3,000번의 회전과 그로 인한 빛의 변화는 일반 도선을 따라 전송된다" 그리고 특허에는 "셀레늄 셀을 각 공간에 배치한다"라고 기술하고 있다. 로우는 셀을 액체 유전체로 덮고 각 셀이 회전하여 어레이 위로 이동할 때 각각의 셀은 다시 이 매체를 통해 차례로 연결되었다. 수신기는 특허에 명시된 바와 같이 "그것을 통과하는 전류에 따라 더 많거나 적은 빛을 전달하는..." 셔터 역할을 하는 바이메탈 요소를 사용했다. 로우는 시스템의 주요 결함은 광파를 전기 임펄스로 변환하는 데 사용되는 셀레늄 셀로 이것이 너무 느리게 반응하여 효과를 망친다고 말했다. 루프는 "이 시스템은 4마일 거리에 해당하는 저항을 통해 테스트 되었지만 로우 박사의 견해로는 훨씬 더 먼 거리에서도 똑같이 효과적이지 않을 이유가 없다. 특허에는 이 연결이 유선 또는 무선일 수 있다고 명시되어 있다. 롤러의 전도성 부분이 백금으로 만들어지기 때문에 장치 비용이 상당하다. . ."고 보고하고 있다.
1914년 이 시연에는 많은 미디어가 관심을 보였고 5월 30일 《더 타임스》에서는 다음과 같이 보도했다.
| “ | 발명가인 A. M. 로우 박사가 시각적 이미지를 유선으로 전송하는 방법을 발견했다. 이 발명이 순조롭게 진행된다면 우리는 곧 사람들을 원격으로 볼 수 있게 될 것 같다 (An inventor, Dr. A. M. Low, has discovered a means of transmitting visual images by wire. If all goes well with this invention, we shall soon be able, it seems, to see people at a distance). | ” |

5월 29일 《데일리 크로니클》에서는 다음과 같이 보도했다.
| “ | 로우 박사가 자신이 발명한 새로운 장치를 사용하여 최초로 대중 앞에서 시연을 했는데, 그는 이 장치를 이용하면 전기를 사용하여 전화기를 사용하는 사람들이 동시에 서로를 볼 수 있게 된다고 주장하였다(Dr. Low gave a demonstration for the first time in public, with a new apparatus that he has invented, for seeing, he claims by electricity, by which it is possible for persons using a telephone to see each other at the same time). | ” |

1927년, 로널드 프랭크 틸트먼은 로우에게, 자신의 저서에서 로우의 관련 특허를 언급하면서 그의 업적을 인정하면서 저서에 '포함하기에는 너무 기술적 성격'이라는 사과문과 함께 저서의 서론을 작성해 달라고 요청했다. 나중에 로우는 1938년 특허에서 절연된 기판에 세슘 합금을 증착하는 공정에 의해 달성되는 훨씬 더 큰 '카메라' 셀 밀도를 구상했다. 로우의 시스템은 여러 가지 이유로 실패했는데, 이는 주로 반사광으로 이미지를 재현할 수 없고 명암의 계조를 동시에 묘사할 수 없었다는 점 때문이다. 이 시스템은 보리스 로싱의 시스템과 같이 계조를 주로 재현한 시스템 목록에 추가될 수 있다. 이러한 많은 아이디어는 이후의 기술 발전으로 수십 년 후에는 실행 가능할 수 있었지만 당시에는 비현실적이었다.
1923년 스코틀랜드의 발명가 존 로지 베어드는 닙코프 디스크를 사용하는 완전한 텔레비전 시스템을 구상했다. 닙코프 디스크는 모호하고 잊혀진 특허로 당시에는 전혀 명확하지 않았다. 그는 중병에서 회복 중이던 헤이스팅스에서 첫 시제품을 만들었다. 1924년 말, 베어드는 런던으로 돌아와 그곳에서 실험을 계속했다. 1925년 3월 25일 존 로지 베어드는 런던의 셀프리지스 백화점에서 TV로 방영된 실루엣 이미지를 최초로 공개 시연했다. 이때 피사체로 사용되는 사람의 얼굴은 색상의 대비가 불충분하여 자신의 시스템에 표시할 수 없어서, 그는 삭제본(cutout)을 방영했다. 1925년 중반에는 인형을 사용했는데, 이는 복화술사가 사용하는 것으로 나중에 "Stooky Bill"이라는 이름이 붙여졌고, 피사체의 대비를 강조하기 위해 화장을 시켰다. 또한 "Stooky Bill"은 이러한 실험에 사용된 눈부신 수준의 빛 앞에서 오랜 시간 불평함이 없이 가만히 둘 수 있었다. 그런데 1925년 10월 2일에는 인형의 머리가 믿을 수 없을 정도로 선명하게 갑자기 화면에 나타나게 할 수 있었고, 1926년 1월 26일 실제 인간 얼굴의 이미지 전송을 왕립 연구소의 저명한 과학자 40명을 위해  시연했는데 이는 세계 최초의 공영 텔레비전 시연으로 널리 알려져 있다.

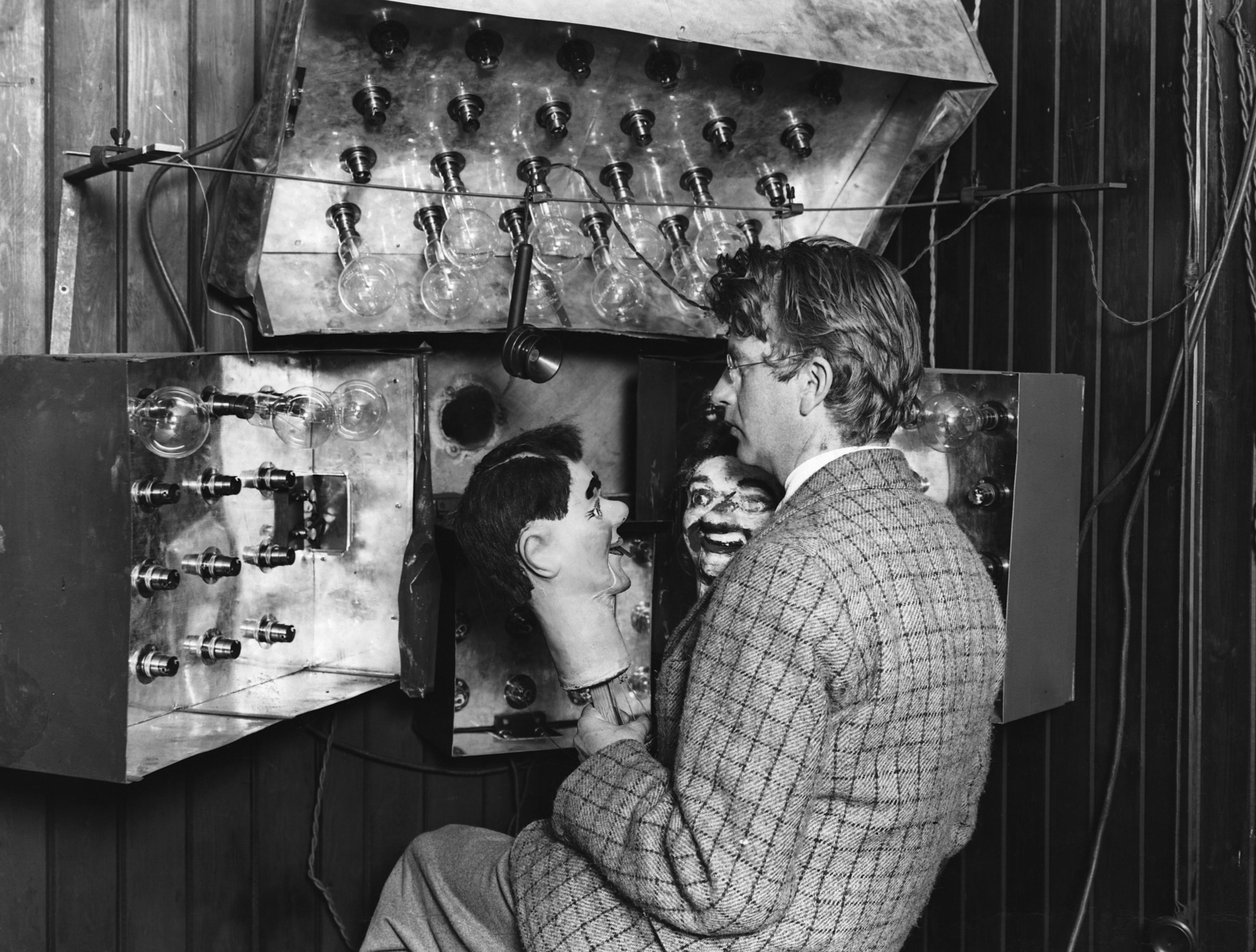
1925년 텔레비전 장비와 인형 "제임스"와 "스투키 빌" (오른쪽) 과 함께 있는 존 로지 베어드.

베어드의 텔레비전 시스템에서는 닙코프 디스크를 사용하여 영상을 주사하여 표시하였다. 고정된 광전지를 가로질러 이미지를 스쳐지나가는 렌즈가 장착된 회전하는 닙코프 디스크 앞쪽에는 밝은 조명을 받고 있는 피사체를 설치했다. 이때 피사체에서 반사된 빛을 수신한 것은 아마도 미국의 테오도어 케이스가 개발한 황화 탈륨(Thalofide) 셀로 추정된다. 여기서 생성된 전기 신호는 전파를 통해 수신기 장치로 전송되었다. 전송된 신호는 송신측의 디스크와 시간적으로 동기 되어 있는 수신측의 닙코프 디스크 뒤편에 설치되어 있는 네온 전구에 적용되어, 네온 램프의 밝기가 영상의 각 지점의 밝기에 비례하여 변동되었다. 디스크에 부착된 각각의 렌즈가 스캔하며 지나갈 때 영상의 스캔 라인이 재생되었다. 이 초기 장치의 베어드 디스크에는 16개의 렌즈가 있었지만 다른 디스크의 사용과 함께 인간의 초상을 인식하기에는 충분한 32개의 스캔 라인으로 동영상을 재생할 수 있었다. 베어드는 초당 5개의 프레임 속도로 시작했는데, 곧 초당 30개의 스캔 라인으로 121⁄2개의 프레임 속도로 증가하였다.
1927년 베어드는 438 마일 (705 km) 런던과 글래스고 사이의 전화선으로 신호를 전송하였다. 1928년, 베어드의 회사인 '베어드 텔레비전 개발 회사/시네마 텔레비전'에서는 런던과 뉴욕 사이의 최초의 대서양 횡단 텔레비전 신호와 최초의 육상 선박 전송을 방송했다. 1929년에 그는 독일 최초의 실험적인 기계식 텔레비전 서비스에 참여했다. 같은 해 11월, 베어드와 파테사의 버나드 네이턴은 프랑스 최초의 텔레비전 회사인 '텔레비전-베어드-네이턴 사'를 설립했다. 1931년에 그는 Derby의 최초의 야외 원격 방송을 제작하였다. 1932년에 그는 초단파 텔레비전을 시연했다.
'베어드 텔레비전 회사'의 기계 시스템은 회사의 크리스탈 팰리스 스튜디오와 나중에 1936년 BBC 텔레비전 방송에서 최고 240줄의 해상도에 도달했지만, 액션 샷 기계 시스템에서는 앉아 있는 발표자와는 달리 TV로 방영되는 장면을 직접 스캔하지 않았고, 대신에 17.5mm 필름으로 촬영한 다음 빠르게 현상한 다음 필름이 아직 젖어 있는 동안에 이를 스캔했다.
1930년대 기계 시스템에 관한 스코포니 사의 성공으로 제2차 세계대전으로 영국에서 텔레비전 사업이 축소되었을 때 미국으로 진출할 수 있었다.
미국 발명가인 찰스 프랜시스 젠킨스도 텔레비전을 개척했다. 그는 1913년에 "무선 영화"에 대한 기사를 발표했지만 1923년 12월이 되어서야 증인을 위해 움직이는 실루엣 이미지를 전송했다. 1925년 6월 13일, 젠킨스는 실루엣 사진의 동시 전송을 공개적으로 시연했다. 1925년에 젠킨스는 닙코프 디스크를 사용하여 움직이는 장난감 풍차의 실루엣 화면을 메릴랜드에 있는 해군 라디오 방송국으로부터  워싱턴 DC에 있는 자신의 연구실까지 5마일 이상 전송했는데, 여기서는 48 라인 해상도를 가지는 렌즈 부착식 디스크를 사용하였다. 젠킨스는 자신의 발명에 대하여 1922년 3월 13일에 특허출원하여 1925년 6월 30일 미국 특허 제1,544,156호("무선으로 사진 전송")를 받았다.
1926년 12월 25일 타카야나기 켄지로는 일본의 하마마쓰 공업고등학교에서 닙코프 디스크 스캐너와 CRT 디스플레이를 사용하는 40줄 해상도의 텔레비전 시스템을 시연했다. 이 시제품은 현재 시즈오카 대학 하마마츠 캠퍼스 타카야나기 기념관에 전시되어 있다. 1927년까지 타카야나기는 해상도를 100줄로 개선했으며, 이는 1931년까지 최고였다. 일본에서 그는 최초의 완전 전자식 텔레비전을 완성한 사람으로 인정되고 있다. 생산 모델을 만들기 위한 그의 연구는 일본이 제2차 세계대전에서 패한 후 미국에 의해 중단되었다.
1927년 벨 전화 연구소의 한 팀은 청중이 이미지를 볼 수 있도록 평면 패널 플라스마 디스플레이의 시제품을 사용하여 워싱턴에서 뉴욕으로 텔레비전 전송을 시연했다. 단색 디스플레이는 2피트 x 3피트 크기에 2500픽셀이었다. 1927년 4월 7일, 벨 전화 연구소의 허버트 E. 이브스와 프랭크 그레이는 기계식 텔레비전에 관하여 극적인 시연을 하였다. 이 반사광을 이용하는 TV 시스템에는 소형 및 대형 시청 화면이 모두 포함되어 있었는데, 작은 수신기에는 2 인치 폭에 2.5 인치 높이의 화면을 가지고 있었고, 큰 수신기에는 24 인치의 폭과 30인치 높이의 화면이 있었다. 두 세트 모두 어느 정도 정확한 단색의 동영상을 재생할 수 있었다. 이들은 모두 화면과 함께 이와 동기된 음향도 수신할 수 있었다. 이 시스템에서는 두가지의 경로를 통해 이미지를 전송했는데, 첫 번째는 워싱턴에서 뉴욕 시로 연결되는 구리선 연결이고, 다른 하나는 뉴저지 주 휘파니로 부터 연결되는 무선 연결이었다. 두 가지의 전송 방법을 비교한 시청자는 품질에 차이가 없다고 확인하였다. 텔레비전 방송의 대상에는 상무부 장관인 허버트 후버가 포함되어 있었는데, 방송을 하고자 하는 대상을 플라잉 스폿 스캐너 빔으로 조사하였다. 조사 빔을 생성하는 스캐너에는 50개의 개구(aperture)를 갖춘 디스크가 있었는데, 이  디스크는 초당 18프레임에 해당하는 속도로 회전하여 약 56 밀리초 마다 1 프레임을 캡처 하였는데, 오늘날의 시스템은 일반적으로 초당 30 또는 60프레임 즉, 33.3 또는 16.7밀리초마다 한 프레임을 전송한다. 텔레비전 역사가인 앨버트 에이브럼슨은 벨 랩에서의 시연의 중요성을 다음과 같이 강조했다. "이것은 현재까지 기계식 시스템으로 구현된 최고의 시연으로, 다른 시스템의 화질은 몇 년이 지나야  이 시스템과 비교할 수 있는 정도가 될 것이다."텔레비전 방송의 대상으로는 상무부 장관인 허버트 후버가 포함되어 있었다. 플라잉 스폿 스캐너 빔이 이러한 대상을 조명했다. 빔을 생성하는 스캐너에는 50개의 개구(aperture)가 있는 디스크가 있었다. 디스크는 초당 18프레임의 속도로 회전하여 약 56 밀리초 마다 1프레임을 캡처 하였는데, 이에 반하여 오늘날의 시스템은 일반적으로 초당 30 또는 60프레임 즉, 33.3 또는 16.7밀리초마다 한 프레임을 전송한다. 텔레비전 역사가인 앨버트 에이브럼슨은 벨 랩에서의 시연의 중요성을 다음과 같이  "이것은 현재까지 기계식 시스템으로 구현된 최고의 시연으로, 다른 시스템의 화질이 이 시스템과 비교할 수 있는 정도가 되려면 몇 년이 걸릴 것이다."라고 강조했다.
1928년 WRGB (당시는 W2XCW)는 세계 최초의 텔레비전 방송국으로 시작되었다. 뉴욕 스키넥터디에 있는 종합 전기회사 시설에서 방송 되었다. 이것은 "WGY 텔레비전"으로 널리 알려져 있다.
한편, 소련에서는 레온 테레민이라는 발명가가 전기기계식 텔레비전을 발명하였는데, 1925년 16줄의 해상도를 갖는 전기 기계식 텔레비전으로 시작하여 1926년에는 비월주사 방식을 사용한 32 라인 해상도를 갖는 미러 드럼에 기초한 기계식 텔레비전을, 나중에는 64 라인의 미러 드럼에 기초한 텔레비전을 개발했다. 1926년 5월 7일에 발표한 논문에서는 5피트 정사각형 스크린에 전기적으로 거의 동시에 움직이는 화상을 전송하여 투사했다. 1927년까지 100개의 라인으로 구성되는 화면을 전송하였는데 이것은 미국의 알씨에이사가 1930년에 120 라인의 화상을 개발하기 전까지는 넘어서지 못한 해상도이다. 이 원반에 만들 수 있는 구멍의 갯수에는 제한이 되어 있었고, 특정한 지름을 초확하는 원반은 실용적이지 않았기 때문에, 기계식 텔레비전의 이미지 해상도는 30 줄에서 최대 약 120줄로 상대적으로 낮았다. 그럼에도 불구하고 30 라인 전송의 이미지 품질이 기술 발전으로 꾸준히 개선되어 1933년 까지 베어드 시스템을 사용 하는 영국의 방송은 놀라울 정도로 선명하였다. 200 라인 영역에 이르는 몇 가지 시스템도 방송 되었다. 이 중에서 두 가지는 1935년 파리에 Compagnie des Compteurs(CDC)에 의하여 설치된 180라인 시스템과 Peck Television Corp.에 의하여 1935년 몬트리올의 VE9AK 방송국에서 시작된 180라인 시스템이다.
슬로베니아의 안톤 코델리(Anton Codelli, 1875년 3월 22일 – 1954년 4월 28일)는 귀족이면서 열정적인 발명가였다. 무엇보다도 그는 자동차용 소형 냉장고와 새로운 로터리 엔진 설계를 고안했다. 텔레비전에 흥미를 느낀 그는 자신의 기술을 새로운 매체에 적용하기로 결정했다. 당시 텔레비전 기술의 가장 큰 과제는 인식할 수 있는 형상을 재현하기에 충분한 해상도로 이미지를 전송하는 것이었다. 미디어 역사가인 Melita Zajc가 자세히 설명했듯이 대부분의 발명가는 시스템에서 사용하는 라인 수를 늘리기로 결정했다. 일부는 당시 매직 넘버인 100 라인에 근접했다. 그러나 코델리는 다른 생각을 가지고 있었다. 1929년에 그는 하나의 선이 있는 텔레비전 장치를 개발했지만 화면에 연속적인 나선형을 형성했다. 코델리는 인간의 눈에 대한 이해를 기반으로 독창적인 디자인을 했다. 그는 주변 시야에 보이는 물체가 중앙에 있는 물체만큼 날카로울 필요가 없다는 것을 알고 있었다. 이미지가 중앙에서 가장 선명한 코델리의 기계식 텔레비전 시스템은 잘 작동했으며 곧 아내인 '일로나 폰 드라세라자르'(Ilona von Drasche-Lazar)의 이미지를 공중으로 전송할 수 있었다. 그러나 독일의 전자 대기업인 텔레푼켄 사의 지원에도 불구하고 코델리의 텔레비전 시스템은 결코 상업적인 현실이 되지 못했다. 궁극적으로 전자식 텔레비전이 지배적인 시스템으로 부상했고 코델리는 다른 프로젝트로 이동했고, 그의 발명품은 거의 잊혀졌다.
1935년까지 미국에서는 1939년까지 계속된 공립 대학에서 운영하는 소수의 방송국을 제외하고는 저화질 전자 기계 텔레비전 방송이 중단되었다. 연방 통신위원회(FCC)는 텔레비전이 일관된 기술 표준 없이 지속적으로 발전하여, 미국의 모든 방송국은 실험적이고 비상업적인 라이선스만 부여받았기 때문에, 텔레비전의 경제 발전을 방해했다. 마찬가지로 중요한 것은 1934년 8월 필로 판즈워스가 필라델피아의 프랭클린 연구소에서 완전 전자 시스템을 시연하면서 텔레비전의 미래 방향을 제시한 것이다. 이미지 해부기 및 기타 카메라 튜브 및 재생기용 음극선관을 포함하는 완전 전자식 텔레비전의 개발은 종전 텔레비전의 지배적인 형태인 기계 시스템의 종말을 알리는 시작이었다. 기계식 TV는 일반적으로 작은 이미지만 생성했으며, 1930년대까지 TV의 주류였다. 마지막 기계 텔레비전 방송은 1939년에 미국의 소수의 공립 대학에서 운영하는 방송국에서 종료되었다.

## 전자식 텔레비전

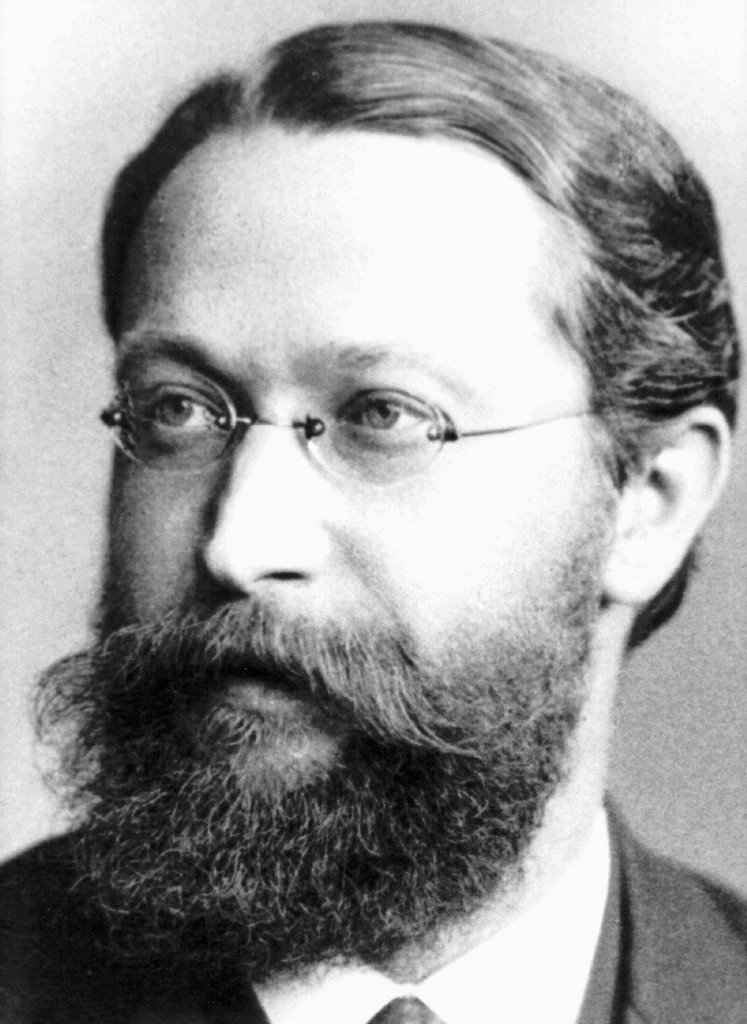
페르디난드 브라운

1897년 영국의 물리학자인 J. J. 톰슨은 그의 세 가지 유명한 실험에서 현대 음극선관 (CRT)의 기본 기능인 음극선 편향을 할 수 있었다. CRT의 초기 버전은 1897년 독일의 물리학자 카를 페르디난트 브라운이 발명하여 브라운관이라고도 한다. Braun은 CRT를 디스플레이 장치로 사용하는 것을 최초로 생각했다. 형광체가 코팅된 스크린이 있는 크룩스 튜브의 변형인 냉음극 다이오드였다. 브라운관은 20세기 텔레비전의 기초가 되었다. 음극선관은 1906년 독일인 막스 디크만(Max Dieckmann) 교수에 의해 디스플레이 장치로 성공적으로 시연되었으며, 그의 실험 결과는 1909년 《사이언티픽 어메리컨》 저널에 게재되었다. 1908년 영국 왕립학회 회원인 앨런 아치볼드 캠벨스윈튼은 과학 저널인에 전송 및 수신 장치 모두에 음극선관 (또는 브라운관)을 사용하여 "원격 전기 비전"을 얻을 수 있는 방법을 설명하는 편지를 발표했다.
그는 1911년 런던에서 한 연설에서 자신의 비전을 확장했으며 《더 타임스》와 《뢴트겐 학회 저널》에 보고했다. 1926년 10월  《네이쳐》에 보낸 편지에서 캠벨스윈턴은 GM 민친 및 J.C.M. 스탠턴과 함께 수행한 "성공적이지 않은 실험"의 결과도 발표했다. 그들은 음극선 빔으로 동시에 스캔되는 셀레늄 코팅 금속판에 이미지를 투사하여 전기 신호를 생성하려고 시도했다. 이러한 실험은 G. M. 민친이 사망한 1914년 3월 이전에 실시되었다. 그들은 나중에 1937년에 EMI의 H. Miller와 J.W. Strange, 및 RCA의 H. Iams와 A. Rose의 두 팀에 의해 반복되었다. 두 팀 모두 원본 캠벨스윈턴의 셀레늄 코팅 플레이트로 "매우 희미한" 이미지를 전송하는 데 성공했다. 다른 사람들이 음극선관을 수신기로 사용하는 실험을 했지만 송신기를 송신기로 사용한다는 개념은 참신했다.
열음극을 사용한 최초의 음극선관은 존 B. 존슨 ( 존슨-나이퀴스트 노이즈라는 용어에 이름을 붙인 사람)과 웨스턴 일렉트릭 사의 해리 와이너 와인하트(Harry Weiner Weinhart)가 개발하여 1922년 상용 제품이 되었다. 이 초기 전자 카메라 튜브( 이미지 분해기 와 같은)는 매우 실망스럽고 치명적인 결함이 있었다. 그들은 피사체를 스캔했고 각 지점에서 보이는 것은 스캐닝 시스템이 통과하는 순간에 보이는 작은 빛 조각뿐이었다. 실용적인 기능성 카메라 튜브는 나중에 전하 저장식 카메라 튜브로 알려지게 된 다른 기술적 접근 방식이 필요했다. 그것은 1926년에 헝가리의 티허니 칼만에 의하여 발견되고 특허를 받은 새로운 물리적 현상에 기반을 두고 있지만, 1930년경부터 널리 이해되어 인식되기 시작했다. 열음극을 이용하는 최초의 음극선관은 존슨-나이퀴스트 노이즈라는 용어에 이름이 붙여진 존 B. 존슨 과 웨스턴 일렉트릭 사의 해리 와이너 와인하트(Harry Weiner Weinhart)가 개발하여 1922년에 상용 제품이 되었다.
전송 튜브 혹은 "카메라" 튜브의 낮은 전기 출력을 초래하는 빛에 대한 낮은 감도 문제는 1924년 초 헝가리 엔지니어 티하니 칼만이 전하 저장 기술을 도입하여 해결하였다. 1926년에 티하니는 완전 전자식의 스캐닝 및 디스플레이 요소를 활용하는, 스캐닝(또는 "카메라") 튜브 내에 "전하 저장" 원리를 사용하는 텔레비전 시스템을 고안했다.
그의 해결 방법은 하나의 스캔 주기 동안 튜브 내에 전하("광전자")를 모아서 저장하는 카메라 튜브였다. 이 장치는 1926년 3월 그가 "라디오스코프"이라고 명명한 텔레비전 시스템에 대하여 헝가리 에서 제출한 특허 출원서에서 최초로 설명되었다. 1928년에 추가적인 개량을 특허 출원에 포함한 이후에,  1930년 영국에서 티하니의 특허가 무효로 선언되었고, 그래서 그는 미국에서 특허를 출원하였다.
그의 이러한 획기적인 개선책은 1931년 RCA사에서 " 아이코노스코프 " 디자인으로 통합되게 되는데 티하니의 전송 튜브에 대한 미국 특허는, 1939년 5월까지 특허 등록되지 않았다. 이와 달리 수신관에 대한 특허는 이미 10월에 승인되었다.  티하니의 특허출원 2건은 모두 특허등록 되기 전에 RCA에서 매입하였다. 티하니에 의한 전하 저장식 아이디어는 지금까지도 텔레비전용 촬상 장치 설계의 기본 원칙으로 존속하고 있다.

1926년 12월 25일 타카야나기 켄지로는 일본의 하마마쓰 공업고등학교에서 CRT 디스플레이를 사용하는 40라인 해상도의 TV 시스템을 시연했다. 타카야나기는 특허를 신청하지 않았다.

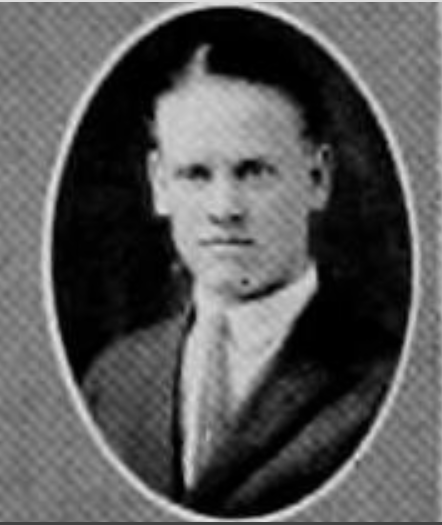
1924년의 필로 판즈워스

1927년 9월 7일, 필로 판즈워스는 최초의 영상인 간단한 직선을 영상 분해기 카메라관을 이용하여 샌프란시스코의 202 Green Street에 있는 그의 연구실에서 전송했다. 1928년 9월 3일이 되자 그는 언론을 위한 시연을 하기에 충분한 시스템을 개발하여 시연을 하였는데 이것은 최초의 전자식 텔레비전 시연으로 널리 알려져 있다. 1929년에는 모터 발전기를 제거하는 식으로 더욱 개선하여 그의 텔레비전 시스템에는 마침내 기계 부품이 존재하지 않게 되었다. 그해에 판즈워스는 자신의 아내 엘마("Pem")의 3.5인치 영상을 포함하는 최초의 라이브 인간 이미지를 자신의 시스템을 이용하여 전송했는데, 엘마는 아마도 밝은 조명 때문에 눈을 감고 있었다.
한편, 블라디미르 즈보리킨은 이미지를 만들고 보여주기 위해 음극선관을 실험하고 있었다. 1923년 웨스팅하우스 일렉트릭 사에서 일하면서 그는 전자 카메라 튜브를 개발하기 시작했다. 그러나 1925년 시연에서는 이미지가 어둡고 대비가 낮고 선명도가 낮았으며 고정되어 있었다. 그의 이미징 튜브는 결코 실험실 단계를 넘어선 적이 없다. 그러나 웨스팅하우스 특허를 획득한 RCA는 판스워스의 1927년 이미지 해부기에 대한 특허가 너무 광범위하여 다른 전자 이미징 장치를 배제할 것이라고 주장했다. 따라서 RCA는 즈보리킨의 1923년 특허 출원을 기반으로 판즈워스를 상대로 특허 저촉 심사 소송을 제기했다. 미국 특허청 심사관은 1935년의 결정에서 이에 동의하지 않고, 판즈워스 발명의 즈보리킨에 대한 우선권을  인정하였다. 판즈워스는 즈보리킨의 1923 시스템이 그의 특허에 이의를 제기하는 유형의 전기 이미지를 생성할 수 없을 것이라고 주장했다. 즈보리킨은 1923년 특허 출원에 대한 컬러 전송 버전에 대해 1928년에 특허를 받았으며 그는 또한 1931년에 원래 출원을 분할했다. 즈보리킨은 그의 1923년 특허 출원을 기반으로 한 그의 튜브 작동 모델의 증거를 제시할 수 없었거나 제시할 의사가 없었다. 1939년 9월, 법원 항소에서 패소하고 TV 장비의 상업적 제조를 진행하기로 결정한 RCA는 판스워스의 특허를 사용하기 위해 판즈워스에게 라이선스 비용 외에 10년 동안 백만 달러를 지불했다.
1933년 RCA는 티하니의 전하 저장 원리에 의존하는 개선된 카메라 튜브를 출시했다. 즈보리킨이 아이코노스코프라고 명명한 이 새로운 튜브는 약 75,000럭스의 감도를 가지고 있어 판즈워스의 영상 분해기보다 훨씬 민감하다고 주장하였다. 그런데 판즈워스는 1930년에 연구를 시작하여 1931년에 시연한 독특한 "멀티팩터" 장치의 발명을 통해 영상 분해기의 전력 문제를 극복했으며, 이 작은 튜브는 신호를 60배 이상으로 증폭할 수 있으며 모든 전자 분야에서 큰 가능성을 보여주었다. 불행하게도 멀티팩터의 문제는 빠른 속도로 그 성능이 저하된다는 것이었다.

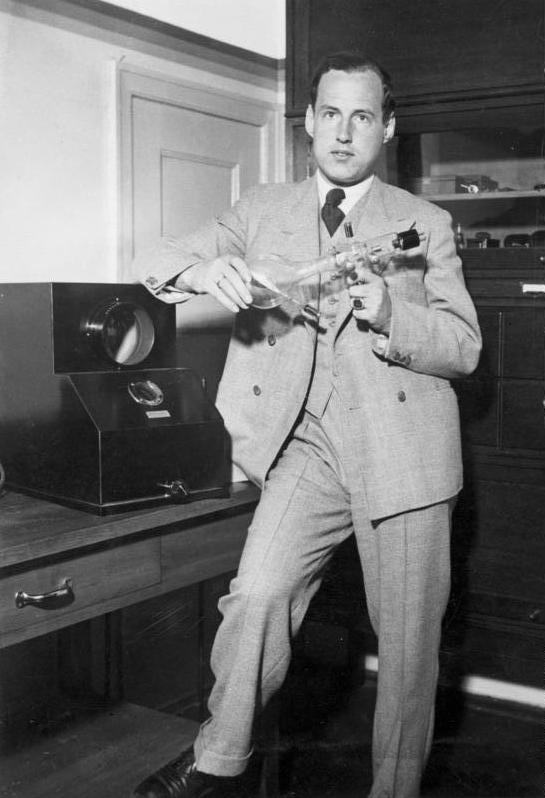
1933년 만프레드 폰 아르덴

1931년 8월 베를린에서 열린 베를린 라디오 쇼에서 만프레드 폰 아르덴은 송신과 수신 모두에 CRT를 사용하는 최초의 완전 전자식 텔레비전 전송으로 텔레비전 시스템을 공개적으로 시연했다. 그러나 아르덴은 슬라이드와 필름을 스캔하기 위한 플라잉 스팟 스캐너 대신에 CRT를 사용하는 카메라 튜브를 개발하지 못하였다. 아르덴은 1933년 12월 24일에 텔레비전 사진을 처음으로 전송했고, 1934년에는 공영 텔레비전 서비스를 위한 테스트 실행이 이어졌다. 세계 최초의 전자 스캔 텔레비전 서비스는 1935년 베를린에서 시작되었으며 <b>파울 닙코프 방송국</b>이 베를린에서 독일 전역의 공공 장소로 1936년 하계 올림픽을 생중계하면서 절정에 달했다.
필로 판즈워스는 1934년 8월 25일부터  10일 동안 필라델피아의 프랭클린 연구소에서 라이브 카메라를 사용하여 전자식 텔레비전 시스템을 세계 최초로 공개 시연했다.
영국에서 아이작 쇤베르그가 이끄는 이엠아이 사의 엔지니어링 팀은 1932년에 그들이 BBC용으로 설계한 카메라의 핵심이 되는 "에미트론"이라는 새로운 장치에 대한 특허를 신청했다. 1936년 11월, 에미트론을 사용하는 405 라인 방송 서비스가 알렉산드라 팰리스의 스튜디오에서 시작되어 빅토리아 시대 건물의 탑 중 하나 꼭대기에 특별히 지어진 마스트에서 전송되었다. 인접한 스튜디오에서 베어드의 기계 시스템과 짧은 시간 동안 번갈아 사용했지만 에미트론에 의한 시스템이 더 안정적이고 눈에 띄게 우수했고, 이것이 세계 최초의 고화질 텔레비전 정규 서비스였다. 원래의 미국식 아이코노스코프는 잡음이 많고 신호 대 간섭의 비율이 높았고 특히 당시에 사용할 수 있는 고화질 기계식 주사 체계와 비교하여도 실망스러운 결과를 제공했다.
아이작 쇤베르그의 감독 하에 EMI 팀에서는 아이코노스코프 또는 에미트론에서 전자 신호를 생성하는 방법을 분석하여 효율성이 이론적 최대치의 약 5%에 불과 하다는 결론을 내렸다. 이들은 1934년에 수퍼 에미트론과 CPS 에미트론이라고 하는 새로운 두 개의 카메라 튜브를 개발하여 이 문제를 해결하고 특허를 받았다.  새롭게 개발된 수퍼 에미트론은 원래의 에미트론과 아이콘스코프 튜브보다 최소 10배에서 최대 15배 더 민감하고 어떤 경우에는 이 비율이 훨씬 더 높았다. 새롭게 개발된 이미지 수신관은 1937년 종전일에 처음으로 BBC의 중계 방송에서 사용되어, TV를 통해 일반 대중들은 국왕이 기념비에 헌화하는 장면을 시청 할 수 있었다. 판즈워스나 RCA도 1939년 뉴욕 세계 박람회가 되어서야 생방송을 할 수 있었기 때문에, 이웃 건물의 옥상에 설치된 카메라를 통하여 모든 사람이 거리 장면을 생방송으로 시청할 수 있었던 것은 이번이 처음이었다.

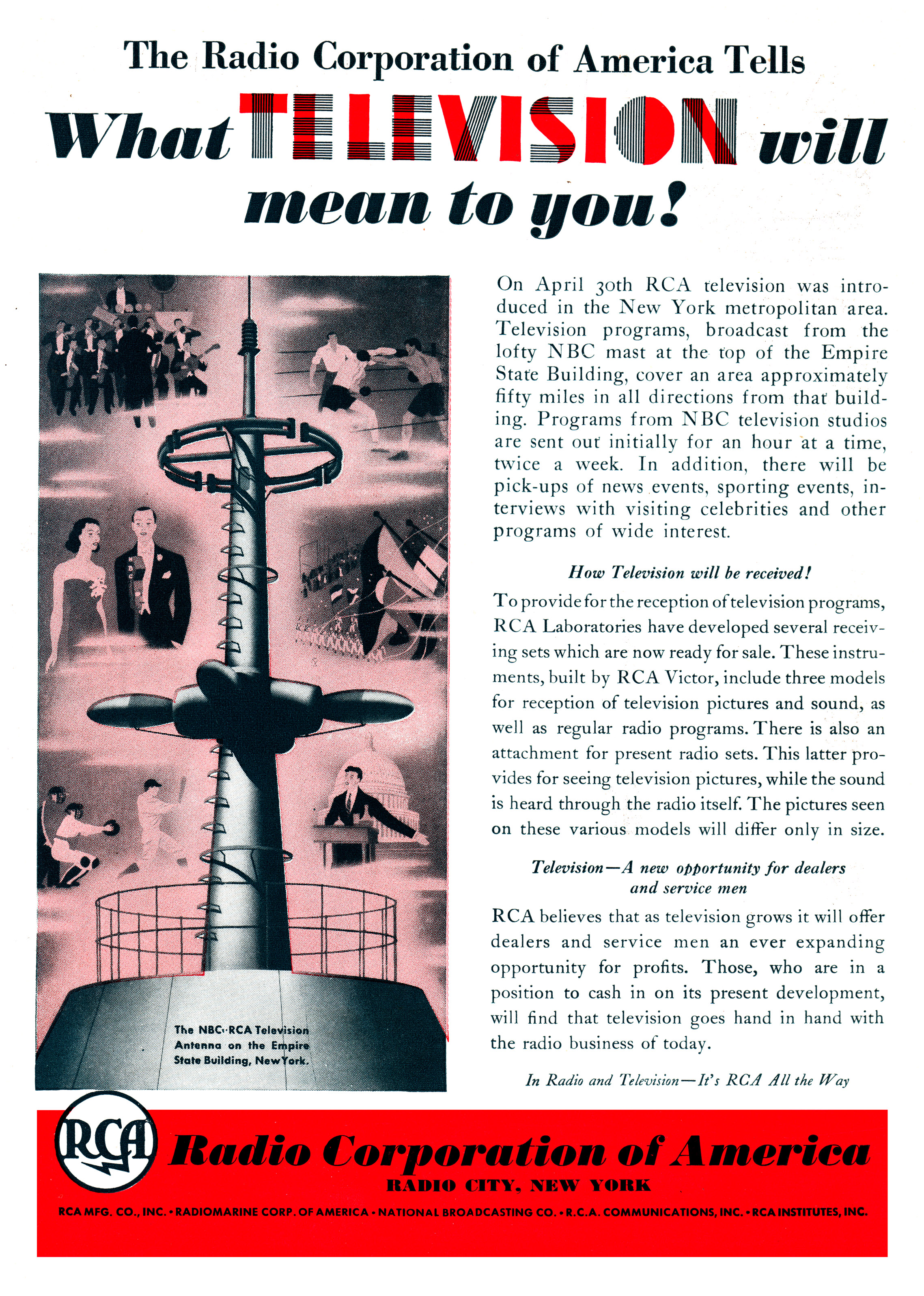
1939년 RCA가 뉴욕에서 실험적인 텔레비전 방송을 시작하기 위한 광고

한편, 1934년 미국의 즈보리킨은 독일에서 아이코노스코프의 사용에 관하여  라이선스 받은 텔레푼켄사와 일부 특허권을 공유했다. 독일에서는 "수퍼이코노스코프"로 불리게 되는 이미지 아이코노스코프는 이러한 공동 작업의 결과로 제작 되었는데, 이 촬상관은 기본적으로 수퍼 에미트론과 동일하다.
유럽에서 수퍼 에미트론과 이미지 아이코노스코프의 생산과 상용화는 즈보리킨과 판즈워스 사이의 특허 전쟁의 영향을 받지 않았다. 즈보리킨은 1925 년 독일에서 《Lichtelektrische Bildzerlegerröhre für Fernseher》(텔레비전을 위한 광전 이미지 분해관)에 대한 특허를 출원했는데 이는 판즈워스가 미국에서 동일한 작업을 수행하기 2년 전의 일이다. 이미지 아이코노스코프 또는 수퍼이코노스크포는 1936년부터 1960년까지 유럽 공영 방송에서 산업 표준이 되었는데, 그 후 이는 비디콘 및 플럼비콘 관으로 대체되었다. 이러한 촬상관은 이미지 오르시콘으로 대표되는 미국의 촬상관과 경쟁 하는 유럽의 전자관 전통을 대표 하는 것이었다.
독일 회사인 하이만사에서는 1936년에 개최된 베를린 올림픽을 위하여 수퍼 이코노스코프를 생산했고,  그후에 하이만사에서는 1940년부터 1955년까지 이것을 생산 하여 상용화했으며, 마지막으로 네덜란드 회사인 필립스사에서는 이미지 아이코노스크프와 멀티콘의 생산 및 상용화를 1952년 부터 1958년 까지 계속 지속하였다.
당시 미국 텔레비전 방송은 1941년 거래가 성사되고 표준이 합의될 때까지 별도의 기술로 프로그래밍과 우위를 놓고 경쟁하는 다양한 규모의 다양한 시장으로 구성되어, 예를 들어 RCA는 뉴욕 지역에서는 아이코노스코프만 사용했지만 필라델피아와 샌프란시스코에서는 판즈워스 영상 분해기를 사용했다.
1939년 9월 RCA는 판스워스의 특허에 접근하기 위해 향후 10년 동안 판스워스 텔레비전 및 라디오 회사에 로열티를 지불하기로 합의했고, 이 역사적인 계약이 체결되면서 RCA는 판즈워스 기술의 장점을 시스템에 통합했다.
1941년 미국은 525개의 주사선을 갖는 텔레비전을 구현했다.
세계 최초의 625 라인 텔레비전 표준은 1944년 소련에서 설계되었으며 1946년에 국가 표준이 되었다. 625개 주사선 표준에 의한 최초 방송은 1948년 모스크바에서 이루어졌다. 하나의 프레임 당 625개 라인이라는 개념은 이후 유럽 CCIR 표준에서 구현되었다.

1936년 티하니 칼만은 최초의 평판 디스플레이 시스템인 플라즈마 디스플레이의 원리를 설명했다.
1978년에 제임스 P. 미첼은 CRT를 대체하기 위한 최초의 단색의 평면 패널 LED 디스플레이를 설명하고 시제품을 만들어 시연했다.

## 컬러 텔레비전
흑백 TV가 처음 제작되자마자 3개의 흑백 이미지를 사용하여 컬러 이미지를 생성하고자 하는 기본 아이디어에 대하여 실험이 이루어졌다.
1880년에 모리스 르 블랑이 텔레비전에 대한 가장 초기에 발표한 제안 중 하나는 컬러 시스템에 대한 것인데, 여기에는 텔레비전 문헌의 용어로 라인 및 프레임 스캐닝에 대한 최초의 언급이 나와 있지만 실제적인 세부 사항은 나와 있지 않다.
폴란드 발명가인 얀 스체파닉(Jan Szczepanik)은 1897년에 송신측에서는 셀레늄 광전지를 사용하고 수신측에서 전자석을 이용하여 진동하는 거울과 움직이는 프리즘을 제어하는 방식으로 작동하는 컬러 텔레비전 시스템에 대한 특허를 받았다. 그러나 그의 시스템의 송신단에는 색상 스펙트럼을 분석하는 수단이 없어서 이 시스템이 그가 설명한 대로 작동할 수는 없었을 것이다.
발명가 호바네스 아다미안(Hovannes Adamian)도 이미 1907년에 컬러 텔레비전을 실험했는데, 최초의 컬러 TV 작업은 그에 의한 것으로 주장 되어, 1908년 3월 31일 독일에서 특허 제197183 호를 받았고, 영국에서 1908년 4월 1일에 특허 제7219호를 받았으며, 1910년에는 프랑스 (특허 번호 제390326호) 및 러시아 (특허 번호 제17912호)에서도 특허를 받았다. 송신단과 수신단에서 3개의 나선형 구멍이 있는 스캐닝 디스크를 사용했는데 각 나선형 위치에는 청색, 녹색, 적색의 필터가 있었다. 수신측에서는 3개의 광원 있고, 이들의 밝기가 회전자에 의하여 조정이 되었다. 베어드는 또한 1938년 2월 4일 세계 최초의 컬러 방송을 만들어 베어드의 크리스탈 팰리스 스튜디오에서 기계적으로 스캔한 120라인 이미지를 런던의 도미니언 극장의 프로젝션 스크린으로 보냈다.
기계식 스캔 방식의 컬러 TV는 1929년 6월 벨 연구소에서 광전지와 증폭기, 글로우 튜브 및 빛의 3원색에 해당하는 적색, 청색, 녹색의 컬러 필터를 별도로 갖추고 있는 완전한 별개의 3개의 시스템을 사용하였다. 이 시스템에서는 빨강, 녹색 및 파랑 색상의 3개의 영상을 일련의 거울을 이용하여 하나의 영상으로 중첩시켜서 완전한 색상이 포함되는 하나의 영상으로 만드는 것을 시연하였다. 최초의 전기-기계식 복합 방식의 순차식 필드 컬러 시스템은 1939년 7월에 또한 존 로지 베어드가 최초로 시연을 하면서 최초로 개발되었는데, 그의 시스템에는 동기화 된 빨간색과 청록색의 두 가지 색상으로 된 회전 필터를 송신측 카메라와 수신측 음극선관 전면에 배치하여 흑백의 단색 텔레비전 방송에 위색(가짜 색상)을 추가하는 방식으로 작동하였다. 1940년 12월에 조지 베어드는 600개의 주사선을 가지는 하이브리드 방식 필드 순차 컬러 텔레비전 시스템을 공개적으로 시연하였다. 이 장치의 깊이는 매우 "깊었다". 하지만 후에는 빛의 경로를 접는 거울을 사용하여 기존의 대형 콘솔과 유사한 완전히 실용적인 장치로 개선이 되었다. 그러나 베어드는 이 디자인에 만족하지 않았으며, 1944년 초에는 영국 정부 위원회에서 완전 전자 방식의 장치가 더 나을 것이라고  논평했다.
1939년 헝가리 엔지니어 페터 카를 골트마르크는 CBS 에서 아이코노스코프 센서가 포함된 전기 기계 시스템을 도입했다. CBS 필드 순차 컬러 시스템은 텔레비전 카메라 내부에서 빨강, 파랑 및 녹색 필터로 구성된 디스크가 1,200rpm으로 회전하고 유사한 디스크가 수신기 세트 내부의 음극선관 앞에서 동기화되어 회전하는 부분적으로 기계적이었다. 이 시스템은 1940년 8월 29일 미국 연방통신위원회 (FCC)에 처음 시연되었으며 9월 4일 언론에 공개되었다.
CBS는 1940년 8월 28일에 벌써 필름을 사용하는 실험적인 컬러 현장 테스트를 하였으며, 11월 12일이 되자 생방송 카메라를 사용하는 테스트를 시작했다. NBC사는 RCA사가 소유하고 있었는데, 여기서는 1941년 2월 20일에 최초의 컬러 TV 현장 테스트를 실시했다. CBS는 1941년 6월 1일부터 일일 컬러 필드 테스트를 시작했다.  하지만 이러한 컬러 시스템은 기존의 흑백 TV 세트와 호환되지 않았으며 현재 대중에게 제공되는 컬러 TV 세트가 존재하지 않았기 때문에 컬러 필드 테스트의 시청은 RCA 및 CBS사의 엔지니어와 초청된 언론인으로 한정되었다. 전쟁 생산 위원회에서는 1942년 4월 22일부터 1945년 8월 20일까지 민간용 텔레비전 및 라디오 장비의 제조를 중단시켜서 일반 대중에게 컬러 텔레비전을 소개할 기회가 차단되었다.
멕시코 발명가 귈레르모 곤잘레스 카마레나(Guillermo González Camarena)도 하이브리드 필드 순차 컬러 TV(처음에는 telectroescopía로 알려짐)를 실험했다. 그의 노력은 1931년에 시작되어 1940년 8월에 제출된 "3색 필드 순차 시스템" 컬러 텔레비전에 대한 멕시코 특허로 이어졌다.
1940년에 베어드는 벌써 그가 "텔레크롬"이라고 부르는 완전 전자식 시스템에 대한 작업을 시작했다. 초기의 텔레크롬 장치는 형광체 판의 양쪽을 겨냥하는 두 개의 전자총을 사용했다. 청록색과 자홍색 형광체를 사용하면 합리적으로 제한된 색상의 영상을 얻을 수 있다. 또한 단색 신호를 사용하여 3D 이미지(당시에는 "입체"라고 함)를 생성하는 동일한 시스템을 시연했다. 1944년 8월 16일의 시연은 실용적인 컬러 텔레비전 시스템의 최초 사례였다. 텔레크롬에 대한 작업은 계속되었고 풀 컬러용 3문 버전을 도입할 계획이 세워졌다. 이것은 형광체 판의 패턴 버전을 사용했으며 총은 판의 한쪽에 있는 융기 부분을 겨냥했다. 하지만 1946년에 베어드가 갑작기 사망하면서 텔레크롬 시스템의 개발이 중단되었다.
베어드의 시스템과 유사한 개념이 1940년대와 1950년대에 걸쳐 일반적이었는데, 세 개의 전자총에서 생성된 색상을 재결합하는 방식이 일반적으로 상이하였다. 지어 관은 베어드의 개념과 유사하지만 베어드의 평평한 표면에 올린 3D 패터닝 대신에, 외부 표면에 형광체가 증착되어 있는 작은 피라미드를 사용했다. 페네트론에서는 3겹의 형광체를 층층이 쌓았고, 해당 색상을 그릴 때에는 빔의 세기를 높여 윗층까지 도달하게 했다. 크로마트론에서는 튜브에 수직 줄무늬로 배열된 유색 형광체를 선택하기 위해 포커싱 와이어 세트를 사용했다.
컬러 텔레비전 방송을 도입하는 데 있어 가장 큰 기술적 과제 중 하나는 기존 흑백 표준보다 잠재적으로 3배인 대역폭을 원래대로 보존하여 과도한 전파 대역 폭을 사용하지 않으려는 것이었다. 미국에서는 상당한 연구 끝에 국립 텔레비전 시스템 위원회 (NTSC) 에서 RCA 에서 개발한 완전 전자식 호환 색상 시스템을 승인하여 대역폭을 절약했다. 여기서 컬러 정보는 명도 정보와 별도로 인코드된 후, 대역폭을 보존하기 위하여 그 해상도를 대폭 감소시켰다.

테스트 패턴에 사용되는 색상 막대, 프로그램 자료가 없을 때 사용되는 경우가 있다.

명도(luminance) 신호는 약간 감소된 해상도에서 기존 흑백 TV 세트와 호환되면서도, 색상(chroma)에 관한 추가 정보를 디코딩하여 제한된 해상도의 컬러 영상을 표시할 수 있었다. 고해상도 흑백 이미지와 저해상도 컬러 이미지가 뇌에서 결합되어 외관상 고해상도 컬러 이미지를 생성하게 되는데, 이러한 NTSC 표준은 주요한 기술 성과를 나타낸다.
미국에서는 1953년 완전 전자식의 컬러 텔레비전 방송이 도입되었는데 높은 가격과 컬러 방송 프로그램의 빈약함으로 인해 시장에서의 수용은 매우 느렸다. 최초의 전국 컬러 방송인 '1954년 장미 퍼레이드 토너먼트'는 1954년 1월 1일에 시작되었지만, 이후 10년 동안 대부분의 네트워크 방송과 거의 모든 지역 프로그램이 계속 흑백으로 방송되었다. 1960년대 중반이 되어서야 컬러 텔레비전 세트가 대량으로 판매되기 시작했는데, 이는 부분적으로는 모든 네트워크 황금 시간대 프로그램의 절반 이상이 그해 가을 컬러로 방송될 것이라고 발표된 1965년의 컬러 전환에 인한 것이다. 불과 1년 후에는 최초의 올컬러 황금 시간대 시즌이 찾아왔다. 1972년 주간 네트워크 프로그램 중 마지막 홀드아웃이 컬러로 전환되면서 완전 컬러 네트워크 시즌이 최초로 탄생하였다. 초기 컬러 세트는 거실 입식 콘솔 모델이거나 부피가 거의 거실용만큼 크고 무거운 탁상용 버전이었기 때문에, 실제로는 한 곳에 단단히 고정되어 있었다. 1966년 봄에 GE가 출시한 상대적으로 작고 가벼운 Porta-Color 세트는 컬러 텔레비전 시청을 보다 유연하고 편리한 제안으로 만들었다. 1972년에는 마침내 컬러 세트의 판매가 흑백 세트의 판매를 넘어섰다.
유럽의 컬러 방송도 1960년대까지 PAL 방식으로 표준화되지 않았다. 1970년대 중반까지 흑백으로 방송하는 유일한 방송국은 작은 시장에 있는 몇 개의 높은 번호의 UHF 방송국과 휴양지와 같은 더 작은 시장에 있는 소수의 저전력 중계기 방송국이었다. 1979년까지 이들 중 마지막 세트도 컬러로 전환되었고 1980년대 초까지 흑백 세트는 틈새 시장, 특히 저전력 사용, 소형 휴대용 세트 또는 저전력 비디오 모니터 화면으로 사용되는 저비용 소비자 장비의 틈새 시장으로 밀려났다. 1980년대 후반에는 이러한 영역에서도 컬러 TV 세트로 전환되었다.

## 디지털 텔레비전
디지털 텔레비전(DTV)에서는 디지털 방식으로 처리된 후 다중화된 신호로 오디오 및 비디오를 전송하는데, 이는 아날로그 텔레비전에서 완전 아날로그 및 채널 분리된 신호와 다른 점이다. 디지털 TV 방식에서는 아날로그 TV 방식과 동일한 채널 대역폭에서 둘 이상의 프로그램을 지원할 수 있다. 디지털 텔레비전은 1950년대 컬러 텔레비전 이후 텔레비전 기술에서 최초의 중요한 진화를 나타내는 혁신적인 서비스 방식이다. 디지털 TV의 기원은 저렴한 고성능 컴퓨터의 가용성과 매우 밀접하게 연결되어 있으며, 1990년대가 되어서야 디지털 TV에 진정한 가능성이 있게 되었다.
1980년대 중반에 일본의 가전 업체인 소니가 HDTV 기술과 HDTV 해상도로 녹화할 수 있는 HDVS 장비를 개발하였다. 또한 일본 방송사인 NHK가 제안한 아날로그 방식의 MUSE 표준은 미국 전자업체를 위협하는 선두주자로 여겨졌다. Sony의 시스템에서는 1125라인 해상도(또는 디지털 용어로는 1875x1125, Full HD 비디오의 해상도에 가깝다 )로 이미지를 생성했다. 아날로그 시스템을 기반으로 하는 일본의 MUSE 표준은 1990년 6월까지 고려 중인 23개 이상의 상이한 기술 개념 중에서 선두주자였다.
그런 다음 미국 회사인 제너럴 인스트루먼트 사가 디지털 텔레비전 신호의 실현 가능성을 시연했다. 이 돌파구는 매우 중요하여 디지털 기반 표준이 개발될 수 있을 때까지 ATV 표준에 대한 결정을 미루도록 FCC를 설득할 수 있었다.
1990년 3월 디지털 표준이 실현 가능하다는 것이 분명해졌을 때 FCC에서는 여러 가지 중요한 결정을 내렸다. 첫째, 위원회는 새로운 ATV 표준이 향상된 아날로그 신호 이상이어야 하지만 기존 TV 이미지 해상도의 최소 2배로 진정한 HDTV 신호를 제공할 수 있어야 한다고 선언했다. 그런 다음 새 디지털 TV 세트를 구입하지 않으려는 시청자가 기존 TV 방송을 계속 수신할 수 있도록 새로운 ATV 표준이 다른 채널에서 "동시 방송"될 수 있어야 한다고 지시했다. 새로운 ATV 표준은 또한 새로운 DTV 신호가 완전히 새로운 설계 원칙을 기반으로 할 수 있도록 했다. 기존 NTSC 표준과 호환되지는 않지만 새로운 DTV 표준은 많은 개선 사항을 통합할 수 있다. FCC가 채택한 최종 표준은 스캐닝 형식, 종횡비 또는 해상도 라인에 대한 단일 표준을 요구하지 않았다. 이러한 결과는 인터레이스와 프로그레시브 스캐닝 프로세스 중 어느 것이 더 우월한가를 놓고 가전 업계(일부 방송사 포함)와 컴퓨터 업계(영화 업계 및 일부 공익 단체 포함) 간의 논쟁에서 비롯되었다.
전 세계 텔레비전에서 사용되는 인터레이스 스캔은 짝수 라인을 먼저 스캔한 다음 홀수 라인을 스캔한다. 컴퓨터에서 사용되는 형식인 프로그레시브 스캔은 줄을 위에서 아래로 순서대로 스캔한다. 컴퓨터 업계에서는 프로그레시브 스캐닝이 인터레이스 스캐닝 방식처럼 '깜박이지' 않기 때문에 우월하다고 주장한다. 또한 프로그레시브 스캐닝은 인터넷 연결을 더 쉽게 할 수 있고 인터레이스 형식으로 변환하는 것이 그 반대의 경우보다 더 저렴하다고 주장했다. 영화 산업은 또한 프로그레시브 스캐닝이 촬영된 프로그램을 디지털 형식으로 변환하는 보다 효율적인 수단을 제공하기 때문에 지원했다. 소비자 가전 업계와 방송사는 인터레이스 스캐닝이 당시 가능한 최고 품질의 사진, 즉 사진당 1080라인과 라인당 1920픽셀을 전송할 수 있는 유일한 기술이라고 주장했다. 1983년부터 1990년 은퇴할 때까지 MIT의 어드밴스드 텔레비전 연구 프로그램(Advanced Television Research Program) 책임자였던 윌리엄 F. 쉬라이버 등은 인터레이스 장비에 대한 지속적인 옹호는, 인터레이스 장비에 하였던 상당한 투자를 회수하기 위하여 노력을 하는 소비자 전자제품 회사로부터 비롯된 것이라고 생각하였다.
디지털 텔레비전 전환은 2000년대 후반에 시작되었다. 전 세계 모든 정부는 2010년대까지 아날로그 폐쇄 기한을 정했다. 처음에는 채택률이 낮았다. 그러나 곧 점점 더 많은 가정이 디지털 TV로 전환했다. 전환은 2010년대 중반에서 후반까지 전 세계적으로 완료될 것으로 예상되었다.

## 스마트 텔레비전

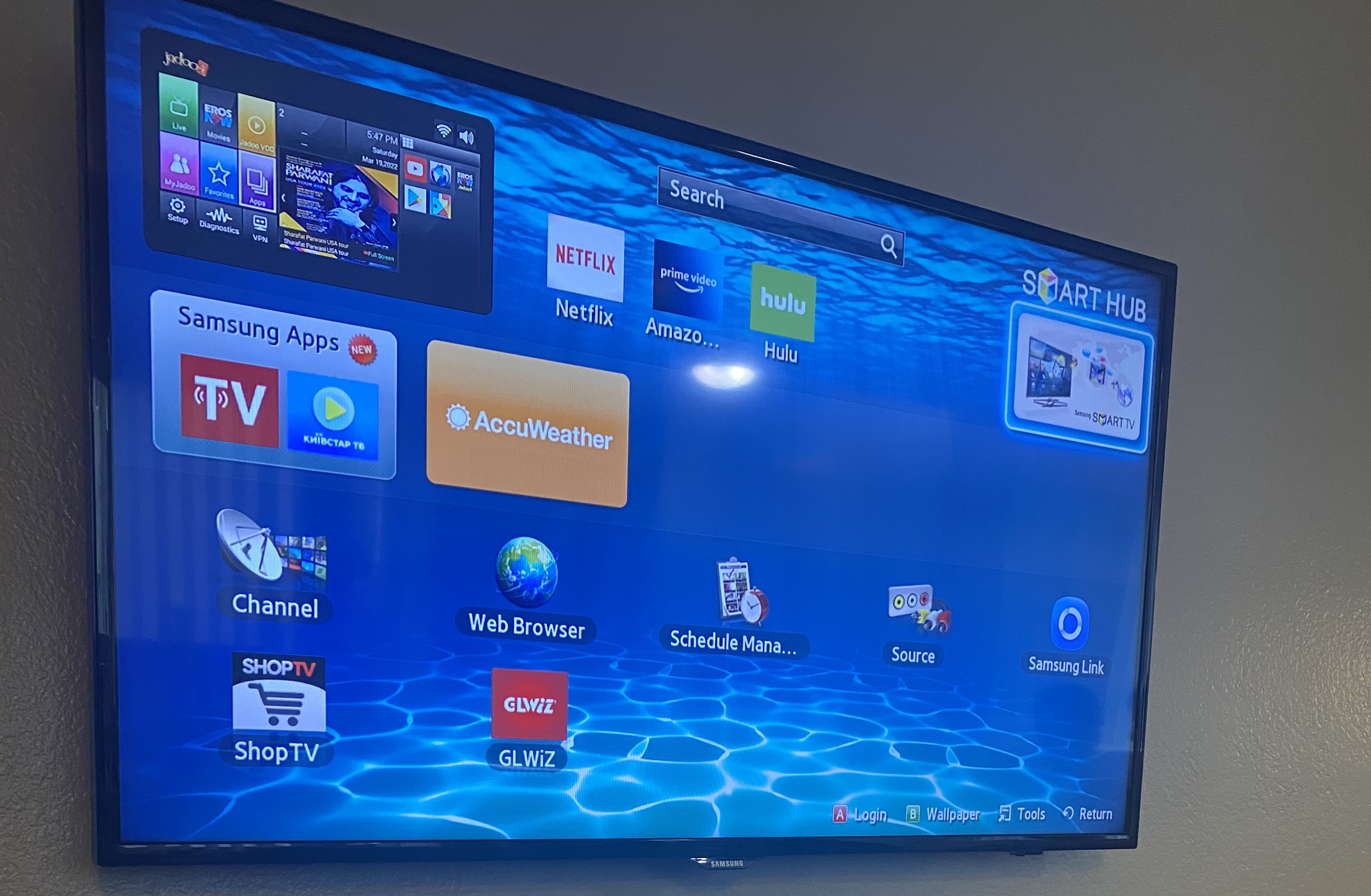
단종된 Orsay 플랫폼을 실행하는 2012년의 초기 스마트 TV

디지털 TV의 출현은 스마트 TV와 같은 혁신을 가능하게 했다. 커넥티드 TV 또는 하이브리드 TV라고도 하는 스마트 TV는 인터넷과 웹 2.0 기능이 통합된 TV로 컴퓨터와 TV 및 셋톱박스 간의 기술 융합의 예이다. 전통적인 방송 매체를 통해 제공되는 텔레비전 세트 및 셋톱 박스의 기존 기능 외에도 이러한 장치는 인터넷 TV, 온라인 양방향 미디어, OTT 콘텐츠, 주문형 스트리밍 미디어 및 홈 네트워킹 액세스도 제공할 수 있다. 이 TV에는 Android 또는 그 파생물인 Tizen, webOS, Roku OS 및 SmartCast를 포함한 운영 체제가 미리 로드되어 있다.
스마트 TV를 인터넷 TV, IPTV 또는 웹 TV와 혼동하지 않도록 주의가 필요하다. 인터넷 텔레비전은 전통적인 시스템(지상파, 케이블 및 위성) 대신 인터넷을 통해 텔레비전 콘텐츠를 수신하는 것을 의미한다(인터넷 자체는 이러한 방법으로 수신되지만). 인터넷 프로토콜 텔레비전 (IPTV)은 텔레비전 방송사에서 사용하기 위한 새로운 인터넷 텔레비전 기술 표준 중 하나이다. 웹 텔레비전 (WebTV)은 인터넷 TV에서 방송하기 위해 다양한 회사 및 개인이 만든 프로그램에 사용되는 용어이다.
디지털 또는 아날로그 네트워크를 통해 데이터 처리 시스템과 연결된 "지능형" 텔레비전 시스템에 대한 첫 번째 특허가 1994년에 제출되었으며 다음 해에 연장되었다. 데이터 네트워크에 연결되는 것과는 별도로 한 가지 핵심 포인트는 사용자의 요구에 따라 필요한 소프트웨어 루틴을 자동으로 다운로드하고 요구 사항을 처리하는 기능이다. 주요 TV 제조사들은 2015년에 중급 및 고급 TV용으로만 스마트 TV 생산을 발표했다.

## 3D 텔레비전
입체로 볼 수 있는 3D 텔레비전은 1928년 8월 10일 런던의 133 Long Acre에 있는 회사 구내에서 존 로지 베어드에 의해 처음으로 시연되었다. 베이드는 전자 기계 및 음극선관 기술을 사용하여 다양한 3D 텔레비전 시스템을 개척했다. 최초의 3D TV는 1935년에 생산되었다. 2000년대 디지털 TV의 등장은 3D TV를 크게 향상시켰다. 3D TV 세트는 Blu-ray 디스크와 같은 3D 홈 미디어를 시청하는 데 꽤 인기가 있지만 3D 프로그램은 대중들 사이에서 크게 실패했으며, 2010년대 초반에 시작된 많은 3D TV 채널은 2010년대 중반까지 폐쇄되었다.

## 지상파 텔레비전

### 개요
프로그램은 종종 "채널"이라고도 불리는 텔레비전 방송국에 의하여 방송된다. 방송국은 정부에서 텔레비전 대역 의 할당된 채널을 통해서만 방송할 수 있는 허가를 받았기 때문이다.
처음에는 지상파를 이용한 방송이 텔레비전을 널리 보급할 수 있는 유일한 방법이었고 대역폭이 제한되어 있었기 때문에(즉, 사용 가능한 채널 수가 적었기 때문에) 정부 규제가 일반적이었다.

### 캐나다
캐나다 방송 협회(CBC)는 미국의 'NTSC 525-주사선 B/W 초당 60 필드 시스템'을 방송 표준으로 채택했다. 1952년 9월 캐나다에서 텔레비전 방송을 시작했다. 첫 방송은 1952년 9월 6일 몬트리올 방송국 CBFT 에서 이루어졌다. 초연 방송은 이중 언어로 영어와 프랑스어로 진행되었다. 이틀 후인 1952년 9월 8일 토론토 방송국 CBLT가 방송을 시작했다. 이것은 그 나라의 영어를 사용하는 플래그십 스테이션이 되었고, CBFT는 10년 후반에 몬트리올에서 두 번째 영어 스테이션이 CBC에 라이선스를 부여한 후 프랑스어 플래그십이 되었다.
온타리오 주 서드베리에 있는 CBC 최초의 개인 소유 계열 텔레비전 방송국인 CKSO는 1953년 10월에 출범했다. 한편 당시에 모든 사설 방송국은 CBC와 제휴하도록 되어 있었지만, 이 조건은 1960-61년에 캐나다 2번째 전국 영어 네트워크 방속국이 형성되면서 해제되었다.

### 체코슬로바키아

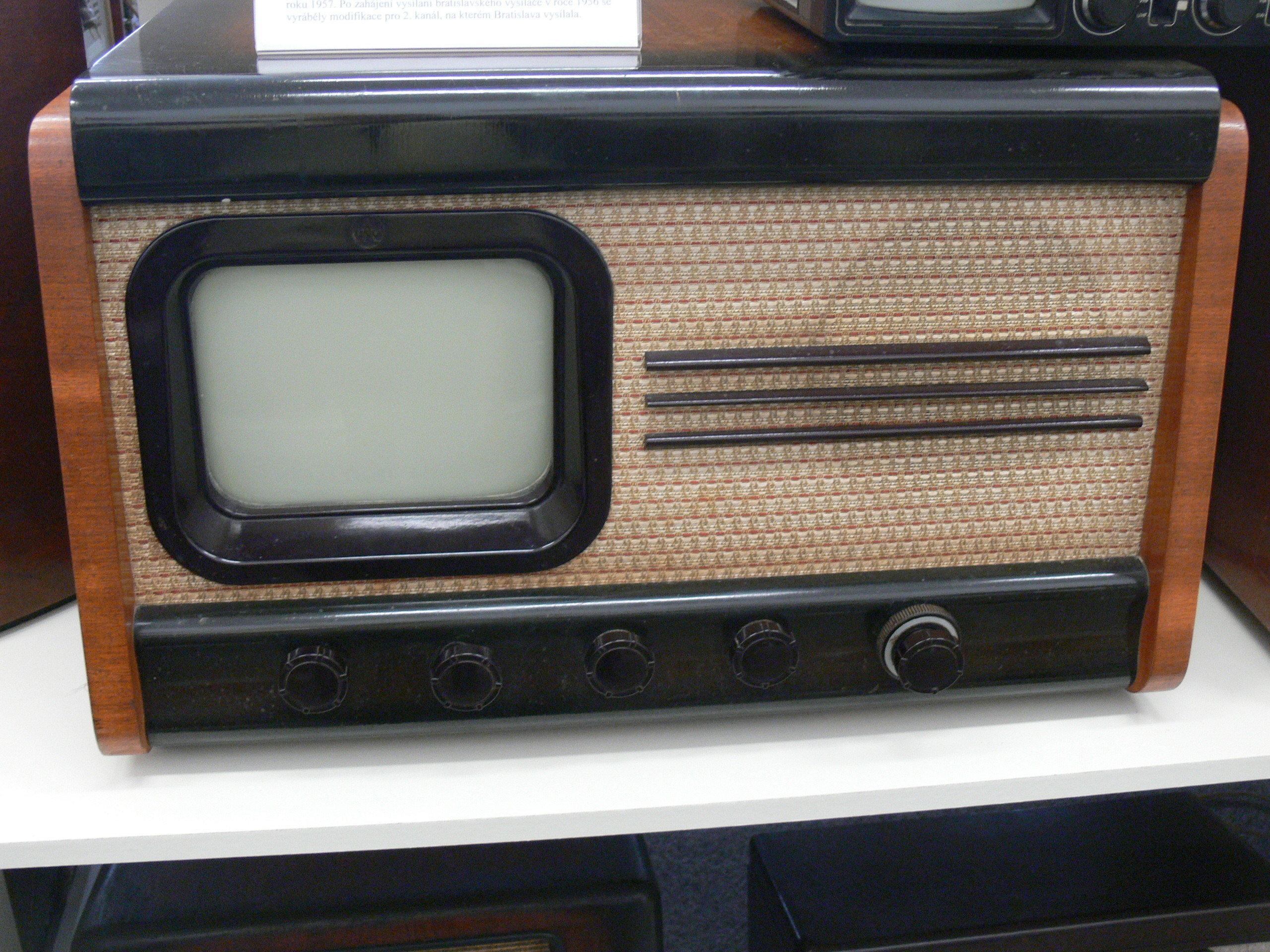
최초로 대량 생산된 체코슬로바키아 TV 세트인 Tesla 4001A(1953–57)

종전의 체코슬로바키아 (현재는 체코와 슬로바키아 )에서는 1948년에 최초의 실험용 텔레비전 세트가 생산되었다. 같은 해 1948년에 최초의 시험용 텔레비전 전송이 수행되었다. 프라하 지역의 정규 텔레비전 방송은 1953년 5월 1일에 시작되었다. 오스트라바, 바라티슬라바, 브르노 및 코시체에 새로운 스튜디오가 건설되면서 다음 해에 텔레비전 서비스가 확장되었다. 1961년에는 백만 명이 넘는 국민이 텔레비전을 소유했다. 1970년에는 국영 체코슬로바키아 텔레비전에서 두 번째 채널 방송을 시작했다.
컬러 전송을 위한 준비는 PAL 방식의 컬러 시스템으로 1960년대 후반에 시작되었다. 그러나 바르샤바 조약군의 체코슬로바키아 침공과 그 후의 정상화 기간으로 인해 방송사에서는 결국 나머지 동구권 국가에서 사용하는 SECAM 색상 시스템을 채택할 수밖에 없었다.
정기적인 컬러 전송은 결국 1973년에 시작되었으며, PAL 장비를 사용하는 텔레비전 스튜디오와 송신기 사이트에서 출력 신호만 SECAM으로 변환코딩되었다. 벨벳 혁명 이후 PAL 표준으로 전환하기로 결정되었다. 새로운 OK3 채널은 1990년 5월 체코슬로바키아 텔레비전에 의해 시작되었으며 처음부터 형식으로 방송되었다. 나머지 채널은 1992년 7월 1일까지 PAL로 전환되었다. 상업 텔레비전은 체코슬로바키아가 해체될 때까지 방송을 시작하지 않았다.

### 프랑스
프랑스에서 최초의 텔레비전 방송 실험은 1930년대에 시작되었지만 프랑스인들은 이 새로운 기술을 즉시 사용하지 않았다.
1929년 11월, 버나드 네이턴은 프랑스 최초의 텔레비전 회사인 텔레비종-베어드-네이턴 사를 설립했다. 1931년 4월 14일, 르네 바르텔레미가 30 주사선의 표준으로 최초의 방송을 했다. 1931년 12월 6일 앙리 드 프랑스는 캄파니에 제네랄 드 텔레비종 (CGT)을 창립했다. 1932년 12월 바르텔레미는 일주일에 한 시간씩 60 주사선을 갖는 흑백 실험 프로그램인 《파리 텔레비종》을 진행했으며, 1933년 초부터 점차 매일 방송하게 되었다.
프랑스 텔레비전의 첫 번째 공식 채널에서는, 프랑스 텔레비전의 공식 출범일인 1935년 2월 13일에 등장하여 저녁 8시 15분부터 8시 30분까지 60 주사선으로 방송되었다. 이 프로그램은 파리의 103 rue de Grenelle에 있는 Radio-PTT Vision의 스튜디오에서 여배우 베아트리체 브레티를 보여주었다. 방송전파가 도달하는 범위는 100 킬로미터 (62 mi)이었다. 11월 10일, 체신부 장관인 조지 만델은 에펠탑 송신기에서 180 주사선의 최초 방송을 시작했고, 18일에는 지난 6월 이후 최초 아나운서인 수지 윈커가 오후 5시30분부터 7시30분까지 보도를 위한 시연을 했다. 방송은 1937년 1월 4일부터 주중에는 오전 11시부터 11시 30분까지, 오후 8시부터 8시 30분까지, 일요일은 오후 5시 30분부터 7시 30분까지 정규 방송으로 되었다. 1938년 7월, 법령에 의하여 3년 동안 VHF 455 주사선의 표준을 규정했다. 한편 시험 방송에는 세 가지 표준이 사용되어, Gramont의 경우 441라인, Compagnie des Compteurs의 경우 450라인, Thomson의 경우 455라인이었다. 1939년에는 개별 텔레비전이 200~300대에 불과했으며 그 중 일부는 일부 공공 장소에서도 시청할 수 있었다. 같은 해 프랑스가 제2차 세계대전에 참전하면서 방송이 중단되고 에펠탑 송신기가 방해를 받았다. 1940년 9월 3일, 독일 점령군은 프랑스 텔레비전을 압수했다. Compagnie des Compteurs와 텔레푼켄이 기술 계약을 체결했고 서비스 재개를 위한 자금 조달 계약을 독일 우정국과  Nationale Radiodiffusion( 비시 프랑스 정부의 라디오 방송)에서 체결했다.
1943년 5월 7일 저녁 3시의 페른제젠더 파리 (파리 텔레비종)의 첫 방송은 rue Cognac-Jay에서 발신되었다. 이러한 정규방송(하루당 51⁄4 시간)이 1944년 8월 16일까지 지속되었다. 1,000개의 441 주사선 텔레비전 수신기 세트가 대부분 군인 병원에 설치되어 방송을 수신했다. 파리의 에펠탑에서 나치가 통제하는 이 텔레비전 방송은 RAF와 BBC 엔지니어가 영국 남부 해안에서 수신할 수 있었으며 화면에서 직접 방송국 식별 이미지를 촬영했다. 1944년 르네 바르텔레미는 819 주사선 텔레비전 표준을 개발했다. 점령 기간 동안 바르텔레미는 1015, 심지어 1042 라인에 도달했다. 1944년 10월 1일, 파리 해방 이후 텔레비전 서비스가 재개되었다. 방송은 Cognacq-Jay 스튜디오에서 전송되었다. 1945년 10월 수리 후 에펠탑 송신기가 다시 작동했다. 1948년 11월 20일 프랑수아 미테랑은 819 라인의 방송 표준을 선포했다. 이 정의에서 방송은 1949년 말에 시작되었다. 프랑스 외에도 이 표준은 나중에 알제리, 모나코 및 모로코에서 채택되었다. 벨기에와 룩셈부르크는 대역폭을 7 메가헤르츠로 좁힌 이 표준의 수정된 버전을 사용했다.

### 독일
전자 기계식 텔레비전 방송은 1929년 독일에서 시작되었지만 1934년까지는 음향이 없이 무성 방송이었다. 네트워크 전자 서비스는 1935년 3월 22일 닙코프 디스크를 사용하는 필름, 중간 필름 시스템 또는 카메라의 텔레시네 전송을 사용하여 180개 라인에서 시작되었다. 아이코노스코프를 기반으로 한 카메라를 사용한 전송은 1936년 1월 15일에 시작되었다. 베를린 하계 올림픽은 1936년 8월에 베를린과 함부르크에서 모든 전자식 아이콘 스코프 기반 카메라와 중간 필름 카메라를 모두 사용하여 텔레비전으로 중계되었다. 28개의 공영 텔레비전 방이 텔레비전을 소유하지 않은 사람들을 위해 개방되었다. 독일은 1937년 2월에 441 라인 시스템을 방송했고, 제2차 세계 대전 중에는 그것을 프랑스로 가져와 에펠탑에서 방송했다.
제2차 세계 대전이 끝난 후 승리한 연합국은 독일에서 모든 라디오와 TV 방송을 전면 금지했다. 정보 제공을 위한 라디오 방송은 곧 다시 허용되었지만 텔레비전 방송은 1948년에야 재개될 수 있었다.
1948년 동독에서 소련 점령지의 방송 책임자인 한스 말러는 가까운 장래에 '독일 방송 분야에서 새롭고 중요한 기술적 진보가 승리의 행진을 시작할 것이고, 이것은 바로 텔레비전'이라고 예측했다. 1950년에 전국적인 텔레비전 서비스 계획이 시작되었고 베를린의 텔레비전 센터가 승인되었다. 1944년 소련에서 개발된 625 라인 표준을 사용하여 1952년 12월 21일에 전송이 시작되었지만 당시에는 프로그래밍을 수신할 수 있는 텔레비전 수신기가 75대 이하였을 것이다.
서독에서는 영국 점령군과 종전 직후 영국 지역에서 활동을 시작한 NWDR (Nordwestdeutscher Rundfunk)이 텔레비전 방송국 출범에 동의했다. 그 이전에도 독일 텔레비전 전문가들은 미래의 표준으로 625 라인에 동의했다. 이 표준은 채널 대역폭이 소련 사양(8 MHz)보다 더 좁았고(7 MHz) , 이로 인해 3개의 TV 채널을 VHF I 대역에 맞출 수 있다. 1963년에 두 번째 방송사인 ZDF가 시작되었다. 상업용 방송국은 1980년대에 프로그래밍을 시작했다.
컬러 방송이 도입되었을 때 서독(1967)은 발터 부르흐에 의하여 PAL이라고 하는 NTSC 색상 시스템의 변형을 선택했다. 동독(1969)은 동유럽 국가에서 사용되던 프랑스 SECAM 시스템을 채택했다. 독일 통일과 함께 PAL 컬러 시스템으로 전환하기로 결정했다. 1990년 12월에 제도가 변경되었다.

### 이탈리아
이탈리아에서는 1934년 이후 토리노에서 텔레비전 방송에 대한 최초의 실험적 테스트가 이루어졌다. 이 도시는 이미 토리노 극장 구내에서 EIAR 관리 센터(최근에 RAI 로 개명)를 주최했다. 그 후 EAIR는 로마와 밀라노에 사무소를 설립했다. 1939년 7월 22일, 독일에서 개발된 441라인 시스템을 사용하여 약 1년 동안 정규 방송을 수행한 EIAR 방송국의 첫 번째 텔레비전 송신기가 로마에서 운영되었다. 같은 해 9월 밀라노에 두 번째 텔레비전 송신기가 설치되어 도시의 주요 행사 중에 실험 방송을 했다.
방송은 1940년 5월 31일 정부의 명령에 따라 갑자기 중단되었는데, 이는 최초의 항공 항법 시스템에서 발생한 간섭 때문이라고 한다. 또한 임박한 참전도 이러한 결정에 한 몫을 한 것으로 여겨진다. EIAR 송신 장비는 독일군에 의해 독일로 이전되었다. 최근에 이탈리아로 반환되었다.
최초의 공식 텔레비전 방송은 RAI에 의해 1954년 1월 3일에 시작되었다.

### 일본
일본의 텔레비전 방송은 1953년 8월 28일에 시작되어 실험적인 텔레비전 서비스로 일본을 세계 최초의 국가로 만들었다. 최초의 텔레비전 테스트는 1926년에 기계식 닙코프 디스크 와 전자식 브라운관 시스템을 결합하여 수행되었으며, 이후 1935년에는 국내에서 개발된 iconoscope 시스템을 사용하여 완전 전자식 시스템으로 전환했다. 그럼에도 불구하고 태평양 지역에서 제2차 세계대전이 발발했기 때문에 이 최초의 본격적인 TV 방송 실험은 불과 몇 달 동안 지속되었다. 정규 TV 방송은 결국 1953년에 시작되었다.
1979년 NHK는 화면 비율이 5:3인 소비자용 고화질 TV를 최초로 개발했다. 신호 인코딩을 위한 다중 sub-Nyquist 샘플링 인코딩 이후 Hi-Vision 또는 MUSE로 알려진 이 시스템은 기존 NTSC 시스템보다 약 2배의 대역폭이 필요했지만 약 4배의 해상도(1080i/1125 라인)를 제공했다. 위성 테스트 방송은 1989년에 시작되었으며, 1991년에는 정기적인 테스트가 시작되었고 1994년 11월 25일에는 BS -9ch의 정규 방송이 시작되어 상업 및 NHK 텔레비전 프로그램을 선보였다.
소니 사는 1981년 4월 알제에서 열린 텔레비전 엔지니어 국제 회의에서 처음으로 광대역 아날로그 고화질 텔레비전 시스템 HDTV 지원 비디오 카메라, 모니터 및 비디오 테이프 레코더 (VTR)를 시연했다. Sony HDVS 제품군은 1984년 4월에 출시되었으며 HDC-100 카메라, HDV-100 비디오 레코더 및 HDS-100 비디오 스위처는 모두 인터레이스 비디오 및 5:3 종횡비의 1125라인 컴포넌트 비디오 형식으로 작동한다.

### 멕시코
멕시코 최초의 테스트 텔레비전 방송국은 1935년에 계약을 맺었다. 샌디에고의 KFMB-TV가 1949년에 서명했을 때 바하 칼리포르니아 주는 지상파 상업 TV 방송국을 수신한 최초의 주로 되었다. 1년 안에 멕시코 정부는 미국 NTSC 525라인 B/W 60필드/초 시스템을 국가 방송 표준으로 채택하게 될 것이었다. 1950년에는 멕시코 최초의 상업 텔레비전 방송국인 멕시코시티의 XHTV가 방송에 서명했으며, 1951년에는 XEW-TV, 1952년에는 XHGC가 그 뒤를 이었다. 이 세 곳은 미국 최초의 텔레비전 방송국일 뿐만 아니라 1955년에 결성된 Telesistema Mexicano 의 주력 방송국이기도 했다. 그해 XEW-TV에 서명한 Emilio Azcárraga Vidaurreta 는 XHTV에 서명한 Rómulo O'Farrill 및 XHGC에 서명한 Guillermo González Camarena 와 파트너십을 맺었다. 세계 최초의 3D 텔레비전 방송은 1954년에 XHGC를 통해 방송되었다. 컬러 TV는 1962년 XHGC-TV를 통해 소개되었다. 1955년 6월 25일 XEW-TV를 통한 Telesistema Mexicano의 초기 네트워크 방송 중 하나는 매체 역사상 최초의 북미주 국제 방송이었으며 미국에서 NBC와 공동으로 《Wide Wide World》 에피소드가 초연으로 방송되었고, 캐나다 방송 회사(Canadian Broadcasting Corporation)과도 공동으로 방송하였다. 1969년에서 1973년 사이의 짧은 기간을 제외하고 국경 도시를 제외한 멕시코의 거의 모든 상업 텔레비전 방송국은 Telesistema Mexicano 또는 그 후속인 Televisa (1973년 Telesistema Mexicano와 텔레비전 Independiente de Mexico )과 제휴를 맺어야 하는 것으로 되어 있었다. 이 조건은 Imevision이 민영화되어 TV Azteca가 된 1993년까지 영원히 완화되지 않았다.

### 소련
소련은 1931년 10월 31일 모스크바에서 30회선 전자 기계 테스트 방송을 제공하기 시작했고 1932년에는 상업적으로 제조된 텔레비전 세트를 제공했다.
25fps에서 180 라인의 최초 전자 텔레비전 시스템은 1935년 초 레닌그라드(상트페테르부르크)에서 만들어졌다. 1937년 9월 실험적인 레닌그라드 TV 센터(OLTC)가 가동되었다. OLTC는 25fps 프로그레시브 스캔에서 240개 라인으로 작동하였다. 모스크바에서는 1937년 3월 9일 RCA 에서 제조한 장비를 사용하여 전자 텔레비전의 실험적 전송이 이루어졌다. 정규 방송은 1938년 12월 31일에 시작되었다. 이 형식에서 제공하는 343 라인의 해상도는 장기적으로 불충분할 것이라는 사실을 금방 깨달았고, 따라서 1940년에 25fps 인터레이스에서 441 라인 형식에 대한 사양이 개발되었다. 위대한 애국 전쟁 동안 텔레비전 방송이 중단되었다. 전쟁이 한창이던 1944년에 625 줄의 수직 해상도를 제공하는 새로운 표준이 마련되었다. 이 형식은 궁극적으로 국가 표준으로 채택되었다.
625 라인 형식의 전송은 1948년 11월 4일 모스크바에서 시작되었다. 정규 방송은 1949년 6월 16일에 시작되었다. 이 표준에 대한 세부 사항은 《흑백 TV 방송의 기본 매개변수인 GOST 7845-55》 라는 1955년 사양으로 공식화되었다. 특히, 프레임 크기는 625 라인, 프레임 속도는 인터레이스 방식의 25fps로, 비디오 대역폭은 6 메가헤르츠로 설정되었다. 이러한 기본 매개변수는 50 Hz의 메인 주파수를 가진 대부분의 나라에서 채택되었고, 현재 PAL 및 SECAM으로 알려진 텔레비전 시스템의 기초가 되었다. 1951년부터 625 라인 표준 방송이 소련의 다른 주요 도시에 도입되었다.
컬러 텔레비전 방송은 1967년에 SECAM 컬러 시스템을 사용하여 시작되었다.

### 터키
터키 최초의 텔레비전 채널인 ITU TV는 1952년에 시작되었다. 최초의 국영 텔레비전은 TRT 1이며 1964년에 시작되었다. 컬러 텔레비전은 1981년에 도입되었다. 1989년 이전에는 국영방송 TRT라는 유일한 채널이 있었고 날짜 변경선에 여러 번 방송되었다. 터키 최초의 민영 TV 채널인 스타 TV는 1989년 5월 26일에 방송을 시작했다. 그때까지는 국가가 통제하는 텔레비전 채널이 하나뿐이었지만 자유화의 물결과 함께 민영 방송이 시작되었다. 터키의 텔레비전 시장은 카날 D, ATV 및 쇼 TV가 이끄는 소수의 대형 채널로 정의되며 시장 점유율은 각각 14%, 10% 및 9.6%이다. 가장 중요한 수신 플랫폼은 지상파와 위성이며, 2009년 말 기준 가정의 거의 50%가 위성을 사용하고 있다(이 중 15%는 유료 서비스였다). 다중 채널 시장을 지배하는 세 가지 서비스는 위성 플랫폼 디지튀르크 및 D-스마트와 케이블 TV 서비스 튀르크냇이다.

### 영국
최초의 영국 텔레비전 방송은 1929년 9월 BBC 라디오 송신기를 통해 베어드 텔레비전의 전기 기계 시스템에 의해 만들어졌다. 베어드는 1930년까지 일주일에 5일 제한된 양의 프로그램을 제공했다. 이 기간 동안 사우샘턴은 뉴욕 버팔로 출신의 배우이자 가수인 페기 오닐이 출연한 최초의 생방송 TV 인터뷰를 방송하는 영예를 얻었다. 1932년 8월 22일, BBC는 베어드의 30라인 전자 기계 시스템을 사용하여 자체 정규 서비스를 시작하여 1935년 9월 11일까지 계속되었다.
1936년 11월 2일, BBC는 런던 북부에 있는 빅토리아 시대의 알렉산드라 궁전에서 세계 최초의 공중 정규 HD 서비스를 전송하기 시작했다. 따라서 오늘날 우리가 알고 있는 TV 방송의 발상지라고 주장한다. 그것은 런던의 알렉산드라 팰리스에서 마르코니-EMI의 405 라인 표준과 베어드의 개선된 240 라인 표준을 번갈아 사용하는 이중 시스템 서비스였다. BBC 텔레비전 서비스는 오늘날까지 계속되고 있다.
특별 자문 위원회의 조언에 따라 정부에서는 Marconi-EMI의 전자 시스템이 더 나은 화면을 제공한다고 결정하여 베어드 시스템은 1937년 2월에 폐기되었다. 런던의 TV 방송은 1936년부터 1939년까지 매일 평균 4시간 동안 방송되었으며 수신자는 12,000~15,000명이었다. 레스토랑이나 바에 있는 일부 세트에는 스포츠 이벤트를 보기 위한 시청자가 100명 있기도 하였다(Dunlap, p56). 1939년 9월 1일 오후 12시 35분 미키 마우스 만화와 테스트 신호가 방송된 후 제2차 세계 대전이 발발하면서 적군 항공기를 런던으로 안내하는 표지로 사용될 수 없도록 BBC 서비스가 갑자기 중단되었다. 전쟁이 끝난 후인 1946년 6  알렉산드라 팰리스에서 다시 재개되었는데, "여러분 안녕하세요. 어떻게 지내세요? 나 기억해, 재스민 블라이?"라는 말과 함께 전쟁 전 마지막 날 방송된 미키마우스 만화가 이어져서 방송되었다. 1947년 말 당시에 미국에는 44,000 대의 텔레비전 수상기와 비교하여 영국에는 54,000 대의 허가된 텔레비전 수상기가 있었다.
최초의 대서양 횡단 텔레비전 신호는 1928년에 Baird Television Development Company/Cinema Television에 의해 런던에서 뉴욕 으로 전송되었는데  대중에게 방송되지는 않았다. 1962년 7월 23일 텔스타 위성을 통해 미국에서 영국으로 보내는 최초의 생중계 위성 신호가 방송되었다.
유럽 대륙 최초의 생방송은 1950년 8월 27일에 이루어졌다.

### 미국
WRGB는 1928년 1월 13일에 설립되어 뉴욕주 스키넥터디에 있는 제너럴 일렉트릭 공장에서 호출 문자 W2XB로 방송되었던 실험 방송국에 뿌리를 두고 있는 세계에서 가장 오래된 텔레비전 방송국이라고 주장하고 있다. W2XB는 자매 라디오 방송국의 이름을 따서 "WGY 텔레비전"으로 널리 알려졌다. 1928년 후반에 제너럴 일렉트릭 사에서는 두 번째 방송국을 시작했는데, 이 방송국은 뉴욕 시에 W2XBS라는 콜 사인으로 있었는데 오늘날에는 WNBC로 알려져 있다. 두 방송국은 본질적으로 실험적으로 정기적인 프로그램이 없었는데 이는 수신기를 회사 내 엔지니어가 작동했기 때문이다. 턴테이블 위에서 회전하는 고양이 펠릭스 인형의 이미지는 엔지니어들이 새로운 기술을 테스트하는 몇 년 동안 매일 2시간 동안 방송되었다.
미국 최초의 정기 텔레비전 서비스는 영국보다 15개월 앞선 1928년 7월 2일에 시작되었다. 연방 라디오 위원회(FDC)에서는 C. F. 젠킨스가 워싱턴 DC 교외의 메리랜드 주 휘턴 시에 있는 실험 스테이션 W3XK에서 방송할 수 있도록   승인했다. 적어도 처음 18개월 동안에는 영화 필름의 48줄 실루엣 이미지가 방송되었는데 그 후 1929년 여름부터는 때때로 하프톤으로 방송했다.
휴고 건스백의 뉴욕시 라디오 방송국은 1928년 8월 14일에 48줄 이미지를 사용하여 제한적이지만 정기적인 TV 생방송 일정을 시작했다. 단 하나의 송신기로 작업하면서 방송국은 라디오 방송을 방송국 호출 부호의 무성 텔레비전 이미지, 움직이는 얼굴, 움직이는 장난감 태엽으로 번갈아 가며 방송했다. 그 달 말에 건스백은 아마추어 실험자들을 위한 방송을 경시했다. "6개월 안에 우리는 대중을 위한 텔레비전을 가질 수 있지만 지금까지는 그것을 얻지 못했다." 건스백은 또한 매체에 관한 세계 최초의 잡지인 《텔레비전》을 발행했다.
1928년 1월 13일부터 산발적으로 방영된 뉴욕 스키넥터디에 있는 제너럴 일렉트릭의 실험 스테이션은 단파를 통해 로스앤젤레스까지 반사광 48라인 이미지를 방송할 수 있었고 9월까지 4개의 주간 텔레비전 방송을 만들었고 이는 현재 텔레비전 방송국 WRGB 의 직계 전신으로 간주된다. 1928년 9월 11일에 방송된 단막극 《여왕의 메신저》는 세계 최초의 TV 생중계 드라마였다.
라디오 거대 기업인 RCA는 1929년 3월 뉴욕에서 현재 텔레비전 방송국인 WNBC의 전신인 W2XBS 방송국을 통해 매일 실험적인 텔레비전 방송을 시작했다. 60라인 전송은 그림, 기호, 사람과 물체의 모습으로 구성되었다. 실험 방송은 1931년까지 계속되었다.
제너럴 브로드캐스팅 시스템의 WGBS 라디오와 W2XCR 텔레비전은 1931년 4월 26일 뉴욕시에서 5번가와 54번가의 Aeolian Hall에서 특별 시연과 함께 정규 방송 데뷔를 방송했다. 수천 명의 사람들이, 하루 4시간 동안 매일 방송되는 동안 영화와 라이브 엔터테이너를 제공하는 주중 편성 일정을 알리는 저녁 이벤트에서 6인치(15 cm) 정사각형 이미지에  등장하는 브로드웨어 스타들을 보기위해서 기다렸다. 등장인물로는 권투 선수 프리모 카르네라, 배우 거트루드 로런스, 루이스 칼헌, 프랜시스 업턴 및 라이오넬 애트윌, WHN 아나운서 닐스 그란룬드, 포먼 시스터스 및 기타 호스트가 등장했다.
CBS의 뉴욕시 방송국인 W2XAB는 1931년 7월 21일에 60라인 전자 기계 시스템으로 첫 번째 정규 주 7일 TV 일정을 방송하기 시작했다. 첫 번째 방송에는 지미 워커 시장, 보스웰 시스터즈, 케이트 스미스, 조지 거슈윈이 포함되었다. 이 서비스는 1933년 2월에 종료되었다. 돈 리 브로드캐스팅의 로스앤젤레스 방송국 W6XAO는 1931년 12월에 방송을 시작했다. UHF 스펙트럼을 이용해 몇 년 동안 일요일과 공휴일을 제외하고 매일 정기적으로 촬영한 영상을 방송하였다.
1935년까지 미국에서는 1939년까지 계속된 공립 대학에서 운영하는 소수의 방송국을 제외하고는 저화질 전자 기계 텔레비전 방송이 중단되었다. 연방 통신위원회(FCC)는 텔레비전이 일관된 기술 표준 없이 지속적으로 발전하여, 미국의 모든 방송국은 실험적이고 비상업적인 라이선스만 부여받았기 때문에, 텔레비전의 경제 발전을 방해했다. 마찬가지로 중요한 것은 1934년 8월 필로 판즈워스가 필라델피아의 프랭클린 연구소에서 완전 전자 시스템을 시연하면서 텔레비전의 미래 방향을 제시한 것이다.
1936년 6월 15일, 돈 리 브로드캐스팅사에서는 LA에서 W6XAO(이후 KTSL, 현재의 KCBS-TV )에서 영화 필름을 300 주사선 이미지를 이용하여 240 주사선 이상의 고화질 텔레비전의 한 달간 시연을 시작했다. 10월까지 W6XAO에서는 매일 TV로 영화를 방송했다.
1934년이 되자 RCA사에는 343개의 비월주사 방식으로하면서 프레임 속도를 초당 30으로 늘렸다. 1936년 7월 7일, RCA와 그 자회사인 NBC는 뉴욕시에서 생방송 및 영화 부분이 포함된 343개 주사선을 갖는 전자식 TV 방송을 라이센시에게 시연했으며 11월 6일 언론을 대상으로 하는 최초의 공개 시연을 했다.
비정기적인 방송은 1937년과 1938년까지 계속되었다. 정기적인 전자 방송은 1938년 4월 뉴욕(6월 둘째 주까지, 8월 재개)과 LA에서 시작되었다. NBC는 공식적으로 1939년 4월 30일 뉴욕에서 1939년 뉴욕 세계 박람회 개막 방송과 함께 정기적인 텔레비전 방송을 시작했다.1937년에 RCA는 프레임 정의를 441 주사선으로 올렸고 그 경영진은 FCC에 표준 승인을 신청했다.
1939년 6월까지 정기적으로 예정된 441 주사선의 전자 텔레비전 방송이 뉴욕시와 LA에서, 11월에는 스키넥터디(Schenectady)에 있는 제너럴 일렉트릭 방송국에서 제공되었다. 1939년 5월부터 12월까지 RCA의 뉴욕시 NBC 방송국(W2XBS)은 매주 수요일부터 일요일까지 매달 20~58시간의 프로그램을 방송했다. 프로그램은 뉴스 33%, 드라마 29%, 교육 프로그램 17%로 연말까지 약 2,000개의 수신 세트와 5천에서 8천 명의 시청자를 예상했다. 원격 트럭은 최대 10 마일 (16 km) 엠파이어 스테이트 빌딩 꼭대기에 위치한 송신기에서  떨어져 있다. 동축 케이블은 매디슨 스퀘어 가든의 이벤트를 커버하는 데 사용되었다. 안정적인 수신을 위한 커버리지 영역은 엠파이어 스테이트 빌딩에서 반경 40~ 50 마일 (80 km) 영역으로 10,000,000명 이상이 거주하는 지역을 커버했다.  FCC는 1941년 5월 2일 NTSC 텔레비전 엔지니어링 표준을 채택하여 525줄의 수직 해상도, 인터레이스 스캐닝을 통한 초당 30프레임, 초당 60필드, 주파수 변조로 전달되는 사운드를 요구했다. 1939년 이후 판매된 세트는 약간 더 낮은 해상도로 제작되어 여전히 새로운 표준을 받도록 조정할 수 있다. (던랩, p31). FCC는 텔레비전이 상업 허가를 받을 준비가 되어 있는 것을 보았고, 1941년 7월 1일 뉴욕의 NBC 및 CBS 소유 방송국에 최초의 그러한 허가가 발행되었고, 그 뒤를 이어 필라델피아에 있는 필코의 방송국 WPTZ가 발행되었다.
미국에서는 FCC가 1941년 7월부터 방송국에서 광고 방송을 허용했지만 라이센스 요구 사항으로 공공 서비스 프로그램 약속을 요구했다. 대조적으로 영국은 다른 경로를 선택하여 왕실 헌장의 일부로 공공 서비스를 제공하는 영국 방송 공사 (BBC)에 자금을 지원하기 위해 텔레비전 수신 장비 소유자에게 텔레비전 수신료를 부과했다. 1941년 7월 1일 오후 브루클린 다저스와 필라델피아 필리스 사이의 야구 경기 전 뉴욕 방송국 WNBT(현 WNBC )에서 미국 상업 텔레비전에 출연한 최초의 공식 유료 광고가 발생했다. 회사가 $4.00에서 $9.00(보고서는 다양함)를 지불한 부로바 시계에 대한 발표는 시간을 표시하는 바늘이 있는 시계처럼 보이도록 수정된 WNBT 테스트 패턴을 표시했다. "Bulova Watch Time"이라는 문구가 있는 부로바 로고는 테스트 패턴의 오른쪽 아래 사분면에 표시되었으며 초침은 1분 동안 다이얼 주위를 돌아 갔다.
제2차 세계 대전에 미국이 참전한 후 연방통신위원회에서는 상업 텔레비전 방송국에 필요한 최소 방송 시간을 주당 15시간에서 4시간으로 줄였지만, 대부분의 TV 방송국은 방송을 중단했고 10개의 원래 텔레비전 방송국 중 6개만이 전쟁 중에 방송을 계속했다. 남아있는 소수의 프로그램으로는 복싱, 연극 등의 엔터테인먼트, 매디슨 스퀘어 가든에서의 행사, 전쟁 뉴스 삽화, 공습 감독관 및 응급 처치 제공자를 위한 교육 프로그램이 포함되어 있었다.

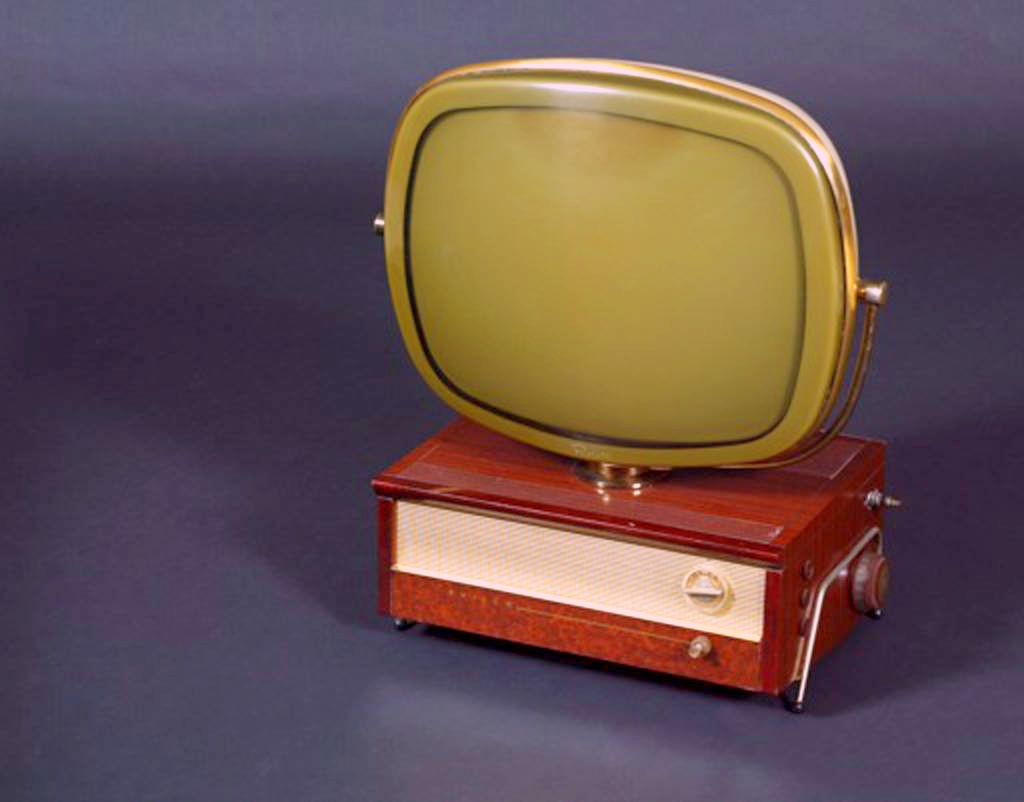
필코 프레딕타, 1958. 인디애나폴리스 어린이 박물관 소장

1942년에는 텔레비전 수상기 세트가 5,000세트가 가동되었으나 1942년 4월부터 1945년 8월(Dunlap)까지 민간용으로는 새로운 TV, 라디오 및 기타 방송 장비의 생산이 중단되었다. 1947년이 되자 미국 내 라디오가  4,000만 개였을 때 텔레비전 세트는 약 44,000개(뉴욕 지역에는 약 30,000개)있었다. NBC는 1944년 뉴욕과 수도권 및 필라델피아를 연결하는 3개 스테이션 네트워크를 통해 정규 네트워크 텔레비전 방송을 시작했다. 1946년 두몬트 텔레비전 네트워크에서, 1948년에는 CBS 와 ABC에서 방송되었다.
전쟁 후 텔레비전의 급속한 성장에 따라 연방 통신 위원회는 텔레비전 방송국 면허 신청이 쇄도했다. 사용 가능한 TV 채널보다 더 많은 응용 프로그램이 있는 FCC는 1948년 처리 스테이션 응용 프로그램에 대한 동결을 명령했으며 1952년 4월 14일까지 유효했다. 1949년에는 방송망이 뉴욕에서 미시시피 강까지 확장되고, 1951년에는 서부 해안까지 확장되었다. 상업용 컬러 텔레비전 방송은 1951년 필드 순차식 컬러 시스템으로 CBS에서 시작되었지만 기술 및 경제적 이유로 4개월 후에 중단되었다. 텔레비전 산업에 관한 국가 텔레비전 시스템 위원회 (NTSC)에서는 기존의 흑백 TV 수신기와 호환되는 방식인 RCA 기술을 기반으로 하는 컬러 텔레비전 시스템을 개발하여 1953년 일시 중단되었던 상업용 컬러 방송이 재등장했다.
1970년대와 80년대에 미국 전역에서 케이블이 광범위하게 채택되면서 지상파 텔레비전 방송은 쇠퇴했다. 2013년에는 미국 가정의 약 7%가 안테나를 사용하는 것으로 추정되었다. 2010년 경에는 지상파 텔레비전의 사용이 약간 증가하기 시작했는데, 이는 디지털 지상파 TV 방송으로의 전환으로 인한 것으로 디지털 지상파 TV 방송은 매우 넓은 지역에서 깨끗한 이미지 품질을 제공하고 코드 절단자를 위한 CATV의 대안이 되었다.

## 케이블 TV
케이블 TV의 약어인 CATV는 종종 케이블 TV에 사용된다. 원래는 1948년 케이블 TV의 기원에서 "커뮤니티 액세스 텔레비전" 또는 "커뮤니티 안테나 텔레비전"의 약자로, 장거리나 산악 지형등에 의하여 공중파의 수신이 제한되는 지역에서는 대형의 공동으로 사용하는 "지역사회 안테나"를 설치하고 이로부터 케이블을 이용하여 개별 가정으로 연결하여 수신하였다. 케이블 방송의 기원은 심지어 1924년까지 거슬러 올라가 일부 유럽 도시에서 케이블을 통해 라디오 프로그램이 배포되었기 때문에 훨씬 더 오래되었다.
케이블 텔레비전은 동축 케이블을 통해 전송되는 무선 주파수(RF) 신호 또는 광섬유 케이블을 통해 광 펄스를 통해 유료 가입자에게 텔레비전 프로그램을 방송하는 시스템이다. 이것은 텔레비전 신호가 전파에 의해 공중으로 전송되고 텔레비전에 부착된 텔레비전 안테나에 의해 수신되는 전통적인 지상파 텔레비전과 대조된다. FM 라디오 프로그래밍, 초고속 인터넷, 전화 서비스 및 이와 유사한 비텔레비전 서비스도 이러한 케이블을 통해 제공될 수 있다.
초기의 케이블 TV는 아날로그 방식이었지만 2000년대 이후에는 케이블 방송 사업자 거의 대부분이 디지털 방식의  케이블 TV로 전환했거나 전환하는 과정 중에 있다.

## 위성 텔레비전

### 개요
위성 텔레비전은 통신 위성 에서 중계되는 방송 신호를 사용하여 텔레비전 프로그래밍을 제공하는 시스템이다. 신호는 일반적으로 위성 접시라고 하는 실외 포물면 반사기 안테나와 저잡음 블록 다운컨버터 (LNB)를 통해 수신된다. 그런 다음 위성 수신기는 텔레비전 세트 에서 보기 위해 원하는 텔레비전 프로그램을 디코딩한다. 수신기는 외부 셋톱 박스 또는 내장 TV 튜너일 수 있다. 위성 TV는 특히 지상파 TV 나 케이블 TV가 없는 지리적 영역에 다양한 채널과 서비스를 제공한다.
가장 일반적인 수신 방법은 "DTH(Direct to Home)"라고도 하는 DBSTV( 직접 방송 위성 TV )이다. DBSTV 시스템에서 신호는 Ku 파장의 직접 방송 위성 에서 중계되며 완전히 디지털이다. 위성 TV 시스템은 이전에 텔레비전 수신 전용으로 알려진 시스템을 사용했다. 이러한 시스템은 FSS 유형 위성에서 C 대역 스펙트럼으로 전송되는 아날로그 신호를 수신하며 큰 접시를 사용해야 한다. 결과적으로 이러한 시스템은 "큰 접시" 시스템이라는 별명이 붙었고 더 비싸고 덜 인기가 있었다.
1935년까지 미국에서는 1939년까지 계속된 공립 대학에서 운영하는 소수의 방송국을 제외하고는 저화질 전자 기계 텔레비전 방송이 중단되었다. 연방 통신위원회(FCC)는 텔레비전이 일관된 기술 표준 없이 지속적으로 발전하여, 미국의 모든 방송국은 실험적이고 비상업적인 라이선스만 부여받았기 때문에, 텔레비전의 경제 발전을 방해했다. 마찬가지로 중요한 것은 1934년 8월 필로 판즈워스가 필라델피아의 프랭클린 연구소에서 완전 전자 시스템을 시연하면서 텔레비전의 미래 방향을 제시한 것이다.
직접 방송 위성 TV 신호는 초기에는 아날로그 신호였고 나중에는 디지털 신호였으며 둘 다 호환되는 수신기가 필요했다. 디지털 신호에는 고화질 텔레비전 (HDTV)이 포함될 수 있다. 일부 전송 및 채널은 무료 방송 또는 무료 시청이며 다른 많은 채널은 구독이 필요한 유료 TV이다. 1945년에 영국의 공상과학 작가 아서 C. 클라크는 지구 궤도에서 같은 간격으로 떨어져 있는 3개의 위성을 통해 작동하는 세계적인 통신 시스템을 제안했다. 이것은《와이어리스 월드》 잡지의 1945년 10월호에 실렸고 1963년에 프랭클린 연구소의 스투어트 발렌타인 메달을 수상했다.
유럽에서 북미로 가는 최초의 위성 텔레비전 신호는 1962년 7월 23일 대서양 상공의 텔스타 위성을 통해 중계되었다. 신호는 북미 및 유럽 국가에서 수신 및 방송되었으며 1억명 이상이 시청했다. 1962년에 발사된 릴레이 1호 위성은 미국에서 일본으로 텔레비전 신호를 전송한 최초의 위성이었다. 최초의 지구동기 통신 위성인 신콤 2호는 1963년 7월 26일에 발사되었다.
인텔샛 1호이라 불리며 "얼리 버드"라는 별명을 가진 세계 최초의 상용 통신 위성은 1965년 4월 6일 정지 궤도로 발사되었다. 오비타라고 불리는 최초의 텔레비전 위성 네트워크는 1967년 10월 소련에 의해 만들어졌으며 각각 20개의 직경이 12 미터 (39 ft)인 파라볼라 안테나를 구비한 지상 다운링크 스테이션 네트워크에 텔레비전 신호를 재방송하고 전달하기 위해 고도로 타원형인 몰니야 위성을 사용하는 원칙을 기반으로 했다. 텔레비전 전송을 수행한 최초의 상업용 북미 위성은 1972년 11월 9일에 발사된 캐나다의 정지궤도 애닉 1호였다. ATS-6 는 세계 최초의 실험적 교육 및 직접 방송 위성 (DBS)으로 1974년 5월 30일에 발사되었다. 이것은 광대역 FM 변조를 사용하는 860 MHz에서 전송되었으며 두 개의 사운드 채널이 있다. 전송은 인도 아대륙에 집중되었지만 실험자들은 이미 사용 중인 UHF 텔레비전 설계 기술을 사용하여 집에서 만든 장비를 사용하여 서유럽에서 신호를 수신할 수 있었다.
소련에서는 1979년 위성을 통해 TV 신호를 방송하고 전달하는 모스크바 시스템이 시작되었다. 직경 4 미터와 2.5 미터 파라볼라 안테나가 있는 고정 및 모바일 다운링크 스테이션은 정지궤도에 배치된 고리존트 통신 위성으로부터 신호를 수신하였다. 1976년 10월 26일 에크란 1호 (Ekran 1)는 소련의 정지궤도 위성 시리즈 중 최초로 다이렉트-투-홈 텔레비전을 전송했다. 여기서는 마이크로웨이브 기술이 아닌 기존의 UHF 텔레비전 기술로 전송을 수신할 수 있도록 714 MHz UHF 다운링크 주파수를 사용했다.

### 위성 TV 산업의 시작
미국에서 위성 텔레비전 산업은 통신 위성이 텔레비전 프로그램을 원격 케이블 텔레비전 헤드엔드에 배포하는 데 사용되면서 케이블 텔레비전 산업에서 발전했다.
HBO( 홈 박스 오피스 ), TBS (터너 브로드캐스팅 시스템 ),  크리스천 브로드케스팅 네트워크 CBN(이후 더 패밀리 채널) 등은 TV를 사용하여 프로그램을 전달한 최초의 방송국이다. 캘리포니아 산 안드레아스의 테일러 하워드는 1976년에 집에서 만든 시스템으로 C-대역 위성 신호를 수신한 최초의 사람이 되었다. 비영리 공공 방송 서비스인 PBS는 1978년에 위성을 통해 TV 프로그램을 배포하기 시작했다. 1979년 10월 18일 FCC는 사람들이 연방 정부 허가 없이 가정용 위성 지구국을 가질 수 있도록 허용하기 시작했다. 1979년 니먼 마커스 백화점의 크리스마스 카탈로그의 표지에는 $36,500에 판매되는 최초의 가정용 위성 TV 방송국이 등장했다. 접시는 직경이 거의 20 피트 (6.1 m) 였고 원격 제어되었다. 얼마 지나지 않아 가격이 반으로 떨어졌지만 채널이 겨우 8개 더 많아졌을 뿐이었다. 소비자와 위성 TV 시스템 소유자를 대표하는 조직인 민간 및 상업 지구국 협회(SPACE)는 1980년에 설립되었다.
초기 위성 TV 시스템은 비용과 대형 접시 크기 때문에 그다지 인기가 없었다. 1970년대 말과 1980년대 초 시스템의 위성 텔레비전 접시는 직경이 10 to 16 피트 (3.0 to 4.9 m)이며 유리 섬유 또는 단단한 알루미늄 또는 강철 로 만들어지며, 미국에서는 $5,000 이상, 때로는 $10,000 정도이었다. 지상국에서 보낸 프로그램은 지상 22,300 마일 (35,900 km) 상에 있는 지구 동기화 궤도의 18개의 위성으로부터 중계되었다.

### TVRO/C밴드 위성 시대
1980년까지 위성 TV는 미국과 유럽에서 자리를 잘 잡았다. 1982년 4월 26일 영국 최초의 위성 채널인 새틀라이트 텔레비전 주식회사 (나중에 Sky1 )가 출시되었는데 위성 신호는 유럽 우주국의 궤도 테스트 위성에서 전송되었다. 1981년과 1985년 사이에 TVRO 시스템의 판매율은 가격이 하락함에 따라 증가했는데, 수신기 기술의 발전과 갈륨 비소 FET 기술의 사용으로 더 작은 접시를 사용할 수 있게 되었다. 1984년 미국에서 500,000개의 시스템이 판매되었으며 일부는 2,000달러에 불과했다. 하나의 위성을 가리키는 접시는 훨씬 저렴했다. 지역 방송국이나 케이블 TV 서비스가 없는 지역의 사람들은 월 사용료 없이 양질의 수신을 얻을 수 있었다. 큰 접시는 많은 사람들이 그것을 눈에 거슬린다고 생각하고 미국에서 대부분의 콘도미니엄, 이웃 및 기타 주택 소유자 협회에서 그러한 제한이 불법인 지역을 제외하고는 사용을 엄격하게 제한했기 때문에 많은 경악의 대상이었다. 하지만 이러한 제한은 1986년 연방 통신 위원회가 모든 제한이 불법이라고 판결하면서 변경되었다. 지방 자치 단체는 건축 이격 요구 사항과 같은 다른 구역 제한을 위반하는 경우 부동산 소유자에게 접시를 재배치하도록 요구할 수 있지만 사용을 금지할 수는 없다. 접시가 작아짐에 따라 이러한 제한의 필요성은 서서히 줄어들 게 될 것이었다.
처음에는 인공위성으로 전파되는 프로그램을 수신하는 데 필요한 장비가 소비자에게 매우 고가여서 모든 채널이 '인 더 클리어'(ITC) 상태로 방송되었다. 하지만 TVRO 시스템의 수가 증가함에 따라 프로그램 공급자와 방송사는 텔레비전 신호를 암호화하고 구독자 시스템을 개발할 수밖에 없게 되었다. 1984년 10월 미국 의회에서는 1984년 케이블 통신 정책법을 통과시켰다. 이 법안은 TVRO 시스템을 사용하는 사람들에게 스크램블 되지 않는 한 신호를 무료로 수신할 수 있는 권리를 부여하고 스크램블을 한 사람들에게 합리적인 비용으로 신호를 제공하도록 요구했다. 케이블 채널은 큰 접시에 의한 수신을 방지할 수 있기 때문에 다른 회사는 경쟁을 제안할 인센티브가 있었다.
1986년 1월, HBO는 현재 구식인 비디오 사이퍼 II 시스템을 사용하여 채널을 암호화 하기 시작했다. 다른 채널은 덜 안전한 텔레비전 암호화 시스템을 사용한다. HBO의 스크램블링은 큰 접시 시스템 소유자로부터 많은 항의를 받았다. 대부분은 당시 케이블 채널의 명확한 신호를 수신하기 어려울 것이라고 주장하면서 그러한 채널을 수신할 수 있는 다른 옵션이 없었다. 결국 HBO는 접시 소유자가 월 12.95달러(케이블 가입자가 지불하는 가격과 같거나 더 높은 가격)에 직접 서비스에 가입할 수 있도록 허용했으며 디스크램블러를 395달러에 구입해야 했다. 이로 인해 1986년 4월 존 R. 맥두겔이 HBO의 트랜스폰더인 갤럭시 1호를 공격했다. 모든 상업 채널은 HBO의 인도를 따라 하나씩 채널을 뒤섞기 시작했다. 위성 방송 통신 협회 (SBCA)가 1986년 12월 2일 SPACE와 DBSA(직접 방송 위성 협회)가 합병하여 설립되었다.
비디오사이퍼 II는 비디오 신호에 아날로그 스크램블링을 사용하고 오디오 신호에 데이터 암호화 표준 기반 암호화를 사용했다. 비디오사이퍼 II는 실패했는데 이는 처음에는 "테스트" 장치로 판매되었던 디스크램블러 장치에 대한 암시장이 있었기 때문이다.

### 1980년대 말과 1990년대부터 현재까지

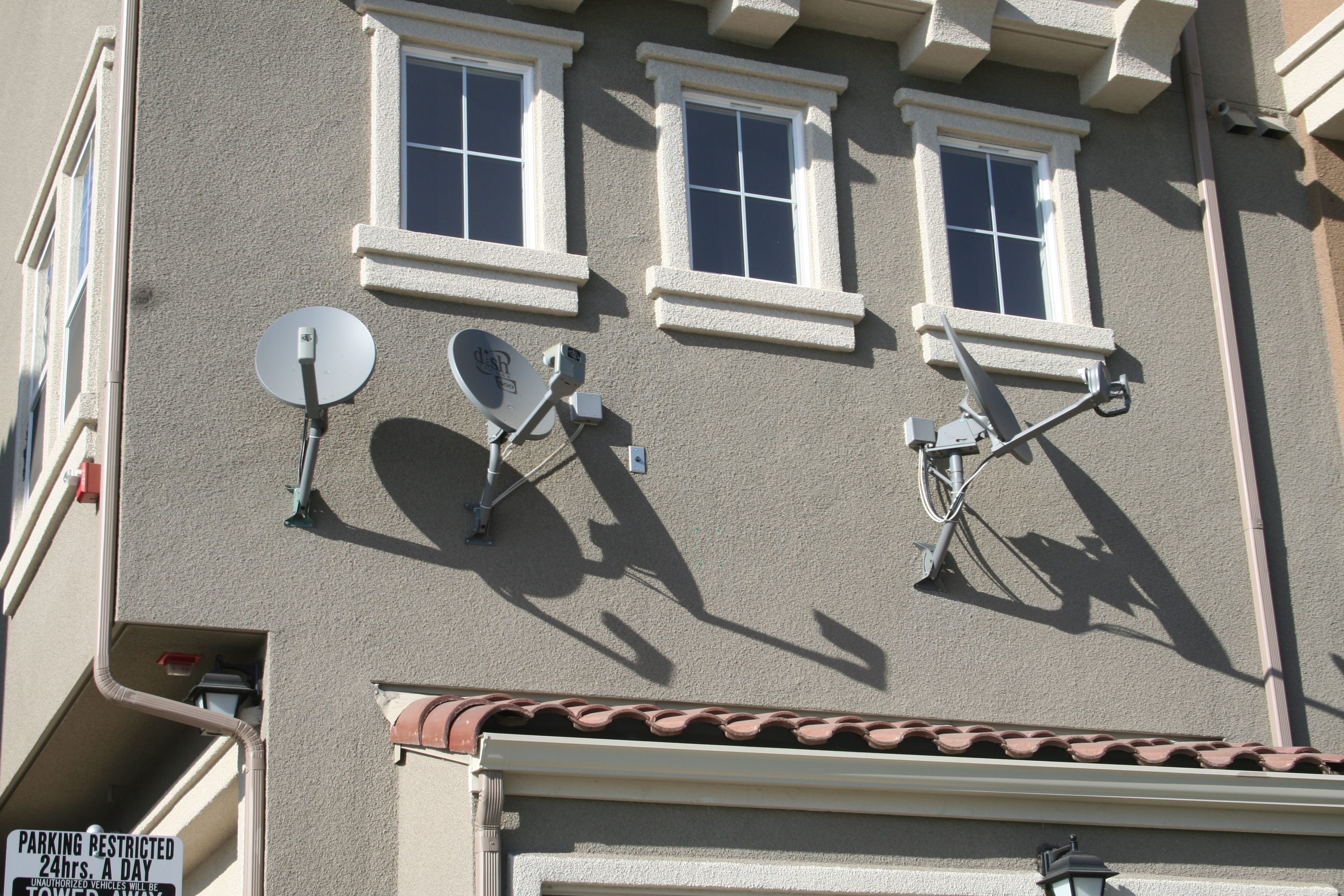
DBS 위성 접시.

1987년까지 9개의 채널이 스크램블 되었지만 나머지 99개는 무료로 사용할 수 있었다. HBO는 초기에 $19.95의 월 사용료를 청구했지만 곧 연간 $200에 모든 채널의 스크램블을 풀 수 있게 되었다. 접시 판매량은 1985년 600,000개에서 1986년 350,000개로 떨어졌지만 일부 사람들은 케이블 서비스를 받지 못할 것이기 때문에 유료 TV 서비스는 접시를 긍정적인 것으로 보고 있었고 그 결과 업계가 회복되기 시작했다. 스크램블링은 또한 시청 당 지불 방식 이벤트의 개발로 이어졌다.
1988년 11월 1일 NBC는 C-대역 신호를 스크램블링 하기 시작했지만 제휴사가 광고를 볼 수 없는 시청자를 잃지 않도록 Ku 대역 신호를 암호화하지 않은 상태로 두었다. 미국의 200만 위성 접시 사용자 중 대부분은 여전히 C-대역을 사용했다. ABC 와 CBS는 스크램블을 고려하고 있었지만, CBS는 지역 네트워크 가맹점을 수신할 수 없는 사람들이 많아 꺼려했다. 미국의 위성 텔레비전 네트워크에 대한 불법 복제로 인해 1992년 케이블 텔레비전 소비자 보호 및 경쟁법 도입되었다. 이 법안은 신호 절도에 연루된 사람이 적발되면 최대 $50,000의 벌금과 최대 2년의 징역형을 선고 받을 수 있도록 했다. 상습범은 최대 $100,000의 벌금과 최대 5년의 징역형을 받을 수 있다.
유럽에서도 위성 TV가 발달했지만 처음에는 저전력 통신 위성을 사용하여 1.7 미터 (5 ft 7 in) 이상의 접시 크기가 필요했다. 1988년 12월 11일 룩셈부르크는 서유럽에 중출력 위성 서비스를 제공하는 최초의 위성인 Astra 1A을 발사했다. 이것은 Ku 대역에서 신호를 전송하고  작은 접시(90센티미터) 안테나로 수신이 가능했다. Astra의 출시는 영국의 국가 직접 방송 위성 면허 보유자인 British Satellite Broadcasting을 제치고 시장에 진출했다.
1990년대 초 미국에서는 4개의 대형 케이블 회사가 중출력 위성을 사용하는 직영 방송 회사인 PrimeStar를 시작했다. 상대적으로 강한 전송은 더 작은 (90 센티미터) 접시의 사용을 가능하게 하였다. 1994년 Hughes DirecTV 와 Dish  Network 위성 TV 시스템이 출시되면서 인기가 떨어졌다. 1996년 3월 4일 EchoStar는 EchoStar 1 위성을 사용하여 Digital Sky Highway(Dish Network)를 도입했다. EchoStar는 1996년 9월 두 번째 위성을 발사하여 Dish Network에서 사용할 수 있는 채널 수를 170개로 늘렸다. 이 시스템은 150-200개의 비디오 및 오디오 채널에서 더 나은 사진과 스테레오 사운드를 제공하고 작은 접시를 사용할 수 있게 했다. 이것은 TVRO 시스템의 인기를 크게 줄였다. 1990년대 중반에 채널은 DigiCipher 수신 제한 시스템을 사용하여 방송을 디지털 TV 전송으로 옮기기 시작했다.
암호화 외에도 미국에서 PrimeStar 및 DirecTV 와 같은 DBS 서비스의 광범위한 가용성은 1990년대 초부터 TVRO 시스템의 인기를 감소시켰다. DBS 위성(최신 Ku 대역에서 작동)의 신호는 주파수와 전력( 태양광 패널의 개선 및 최신 위성의 에너지 효율성으로 인해)이 높으므로 C 대역보다 훨씬 작은 접시가 필요하며 디지털 현재 사용되는 변조 방법은 아날로그 변조 방법보다 수신기에서 신호 강도가 덜 필요로 한다. 또한 각 위성은 Ku 대역에서 최대 32개의 트랜스폰더를 전송할 수 있지만 C 대역에서는 24개만 전송할 수 있으며 여러 디지털 하위 채널을 단일한 트랜스폰더에서 다중화 (MCPC)하거나 별도로 전송할 수 있다( SCPC ). 향상된 마이크로파 기술 및 반도체 재료로 인한 소음 감소의 발전도 영향을 미쳤다. 그러나 DBS 서비스에 사용되는 더 높은 주파수의 결과 중 하나는 폭우가 내리는 동안 시청자가 신호를 잃는 레인 페이드이다. C 대역 위성 텔레비전 신호는 레인 페이드에 덜 취약하다.

## 인터넷 텔레비전
인터넷 텔레비전(인터넷 TV), (온라인 텔레비전) 또는 IPTV(인터넷 프로토콜 텔레비전)는 지상파, 케이블 및 위성과 같은 전통적인 시스템과 달리 인터넷을 통해 텔레비전 콘텐츠를 디지털로 배포하는 것으로, 여기서도 인터넷 자체는 지상파, 케이블, 위성방법으로 수신된다. 인터넷 텔레비전은 일반적으로 주요 전통적인 텔레비전 방송사에서 비디오 스트리밍 기술을 통해 인터넷을 통해 텔레비전 쇼 및 기타 비디오 콘텐츠를 전달하는 것을 포괄하는 일반적인 용어이다.
인터넷 TV를 스마트 TV, IPTV 또는 웹 TV와 혼동해서는 안 된다. 스마트 텔레비전은 내장형 운영 체제가 있는 TV 세트를 말한다. 인터넷 프로토콜 텔레비전 (IPTV)은 텔레비전 방송사에서 사용하기 위한 새로운 인터넷 텔레비전 기술 표준 중 하나이다. 웹 텔레비전은 인터넷 TV에서 방송하기 위해 다양한 회사 및 개인이 만든 프로그램에 사용되는 용어이다.

## 텔레비전 세트
텔레비전 수신기, 텔레비전, TV 세트, TV 또는 텔리라고도 하는 텔레비전 세트는 튜너, 디스플레이 및 스피커를 결합하여 텔레비전 방송을 볼 수 있게한 장치이다. 텔레비전 세트는 1920년대 후반에 기계식 방식으로 도입되었는데, 제2차 세계대전 이후에는 브라운관을 사용하는 전자식 방식의 텔레비전이 인기 있는 소비자 제품이 되었다. 1953년 이후 텔레비전 방송에 컬러가 추가되면서 1960년대에 텔레비전의 인기가 더욱 높아졌으며 옥외 텔레비전 수신 안테나는 교외에 주택에서 공통적으로 볼 수 있는 특징이 되었다.

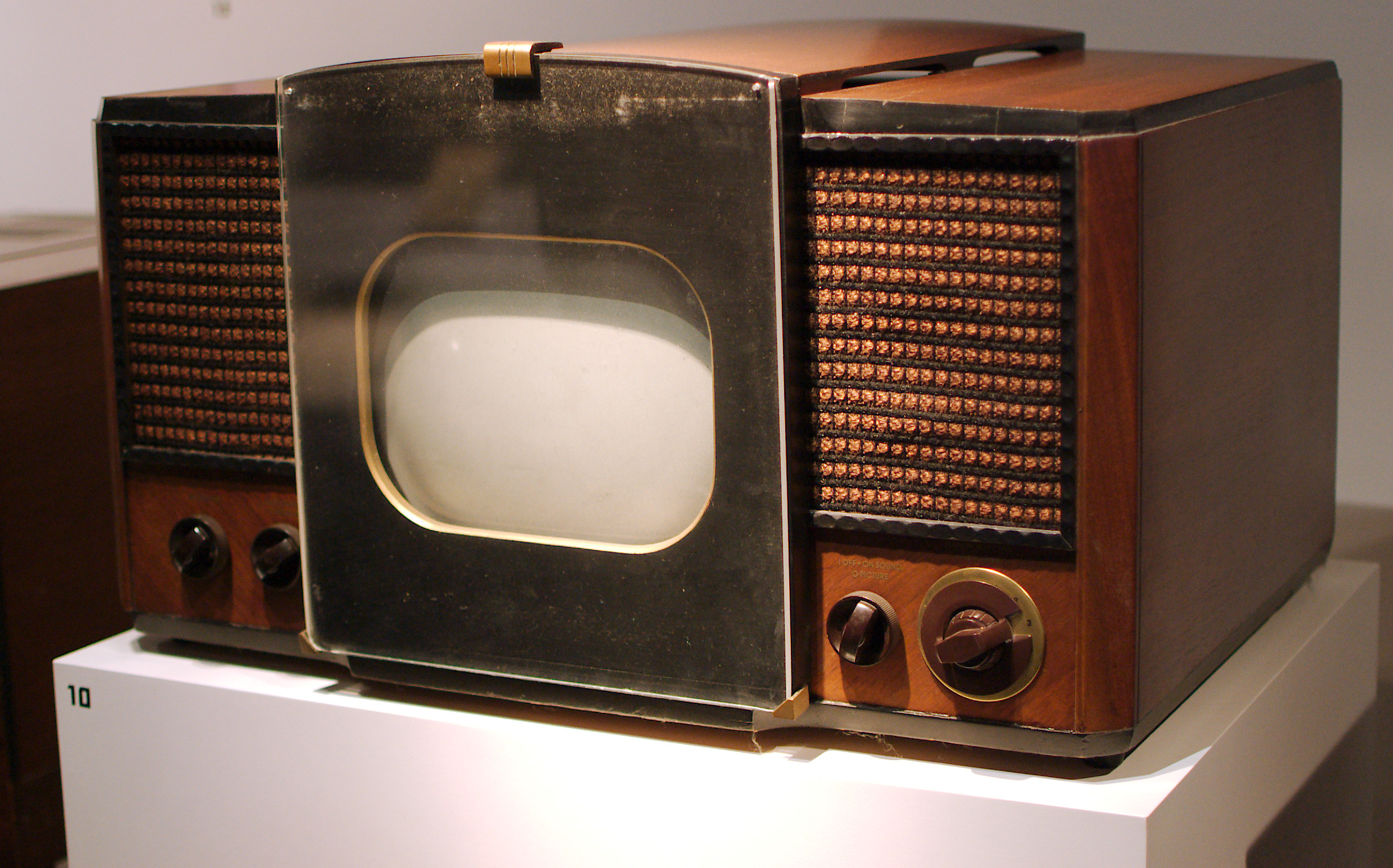
RCA 630-TS, 1946~1947년에 판매된 최초의 대량 생산 텔레비전 세트

텔레비전이 어느 곳에나 널리 존재하게 되면서, 텔레비전 세트는 초기의 가정용 컴퓨터 및 비디오 게임 콘솔 뿐만 아니라 1970년대 최초의 기록 매체인 VHS 및 이후 DVD 와 같은 매체 재생을 위한 디스플레이 장치가 되었으나, 2000년대 후반에는 액정 디스플레이를 통합한 평면 패널 TV가 브라운관을 대체하게 되었다. 최신의 평면 TV에서는 일반적으로 고화질 디스플레이(720p, 1080p 또는 2160p)를 지원하며 USB 장치의 콘텐츠를 재생할 수도 있다.
어느 곳에나 널리 존재하게 된 텔레비전 세트는 초기의 가정용 컴퓨터 및 비디오 게임 콘솔 뿐만 아니라 1970년대 최초의 기록 매체인 VHS 및 이후 DVD 와 같은  디스플레이 장치가 되었으며, 2000년대 후반에는 액정 디스플레이를 통합한 평면 패널 TV가 브라운관을 대체하게 되었다. 최신의 평면 TV에서는 일반적으로 고화질 디스플레이(720p, 1080p 또는 2160p)를 지원하며 USB 장치의 콘텐츠를 재생할 수도 있다.
기계식 텔레비전은 1928년부터 1934년까지 영국, 미국, 소련에서 상업적으로 판매되었다. 1928년 영국에서 Televisors라고 불리는 베어드가 판매한 최초의 상업용 텔레비전은 스파이럴 형태로 배열된 다수의 개구가 있는 기계적으로 회전하는 디스크 (닙코프 디스크, 독일의 기술자인 파울 닙코프에 의하여 1884년 특허됨) 뒤에 네온관으로 구성된 텔레비전 장치가 추가된 라디오로 약 1,000대가 팔리는 대량 생산 텔레비전 세트였다.
음극선관이 있는 최초의 상업용 전자 텔레비전은 1934년 독일의 텔레푼켄에서 제조되었으며 프랑스(1936), 영국(1936), 및 미국(1938)의 다른 제조업체에서 제조되었다. 12인치(30cm)로 가장 저렴한 모델  화면은 $445(2021년의 $48,567에 해당)이었다. 약 19,000대의 전자 텔레비전이 영국에서 제조되었고 독일에서는 약 1,600대가 제2차 세계대전 이전에 제조되었다. 전쟁 생산 위원회가 1942년 4월에 생산을 중단하고 1945년 8월에 생산을 재개하기 전에 미국에서 약 7,000-8,000개의 전자 세트가 만들어졌다.
제2차 세계대전 이후 제조 동결 해제, 전쟁 관련 기술 발전, 대량 생산으로 인한 텔레비전 가격 하락, 여가 시간 증가, 추가 가처분 소득 등으로 서방 세계에서 텔레비전 사용이 급증했다. 1946년에는 미국 가정의 0.5%만이 텔레비전을 가지고 있었지만 1954년에는 55.7%, 1962년에는 90%가 텔레비전을 가지고 있었다. 영국에는 1947년에 15,000개의 텔레비전 가구가,  1952년에는 140만개, 1968년까지 1,510만개가 있었다. 1960년대 말과 1970년대 초가 되자 컬러 텔레비전이 널리 사용되었다. 영국에서는 BBC1, BBC2, ITV가 1969년까지 정기적으로 컬러 방송을 했다.
2000년대 후반까지 CRT 디스플레이 기술은 전 세계적으로 LCD 와 같은 평판 디스플레이로 대체되었다. 평판 TV, 특히 LCD는 2010년대 초부터 텔레비전의 지배적인 형태가 되었다.

## 기술 혁신
1935년까지 미국에서는 1939년까지 계속된 공립 대학에서 운영하는 소수의 방송국을 제외하고는 저화질 전자 기계 텔레비전 방송이 중단되었다. 연방 통신위원회(FCC)는 텔레비전이 일관된 기술 표준 없이 지속적으로 발전하여, 미국의 모든 방송국은 실험적이고 비상업적인 라이선스만 부여받았기 때문에, 텔레비전의 경제 발전을 방해했다. 마찬가지로 중요한 것은 1934년 8월 필로 판즈워스가 필라델피아의 프랭클린 연구소에서 완전 전자 시스템을 시연하면서 텔레비전의 미래 방향을 제시한 것이다.
미국 최초의 전국 생방송은 1951년 9월 4일 있었는데, 이때에 샌프란시스코에서 열린 일본 평화조약 회의에서 해리 트루먼 대통령의 연설이 AT&T의 대륙 횡단 케이블 및 마이크로웨이브 라디오 중계 시스템을 통해 현지 시장의 방송국까지 전송되었다.
미국 최초의 생방송 상업 텔레비전 방송은 1951년 11월 18일 CBS의   《See It Now》 시사회에서 열렸는데, 뉴욕시의 브루클린 다리와 샌프란시스코의 금문교를 한 화면에 나누어서 보여 주었다.
유럽 방송 연맹이 1956년부터 매년 개최하는 유로비전 송 콘테스트는 그 당시 기술적인 도전 과제였던 주요 유럽 국가 방송사 간에 TV 신호를 동시에 공유하는 분야의 기술 개선을 목표로 시작되었는데, 이것은 가장 오래 지속되는 연례 국제 TV 음악 대회이다.
1958년 CBC사에서는 캐나다의 노바스코샤 주, 시드니에서 브리티시컬럼비아 주, 빅토리아까지 세계에서 가장 긴 텔레비전 네트워크를 완성하였다. 1958년 10월 23일에 시작된 스프링힐 광산 재해 동안 CBC가 연속 생방송 "속보" 뉴스를 최초로 진행했다고 알려져 있다.
1970년대에 케이블 TV 와 위성 TV의 발전으로 더 많은 채널이 가능해짐에 따라 기업에서는 특정한 청중들을 대상으로 하는 텔레비전 프로그램의 편성이 가능하게 되었다. 또한 미국의 HBO 및 쇼타임, 영국의 스카이 텔레비전과 같은 구독형 TV의 부상이 가능하게 되었다.

## 텔레비전의 개척자
TV 기술의 발전과 공헌에 중요한 인물은 아래와 같다.
- 만프레드 폰 아르덴
- 존 로지 베어드
- 앨런 블럼레인
- 발터 브루흐 (PAL 방식 텔레비전)
- 기예르모 곤살레스 카마레나
- 앨런 아치볼드 캠벨-스윈튼
- 칼 페르디난드 브라운
- 알렌 B. 듀몬트
- 필로 T. 판즈워스
- 보리스 그라보브스키
- 찰스 프랜시스 젠킨스
- 1923년 뢰베 사의 설립자인 지그문트와 다비트 뢰베
- 얼 먼츠
- 파울 고틀리프 닙코프
- 콘스탄틴 퍼스키
- 보리스 로징
- 율리세스 아르망 사나브리아
- 데이비드 사르노프
- 아이작 쇤베르크
- 다카야나기 켄지로
- 레옹 테레민
- 티하니 칼만
- 블라디미르 즈보리킨

## 텔레비전 박물관
텔레비전 역사에 초점을 맞추거나 전시하는 박물관.
- 팰리 미디어 센터 ( 미국, 뉴욕시)
- 초기 텔레비전 박물관 ( 미국, 오하이오주, 힐리어드)
- 방송 통신 박물관 ( 미국, 시카고)
- 국립 과학 및 미디어 박물관 ( 영국, 웨스트요크셔, 브래드퍼드 )
- 호주 국립 박물관 ( 호주 수도특별구, 액튼 )

## 같이 보기
- 인터뷰: 텔레비전의 구술사
- BBC 자료실
- 텔레비전의 지리적 용도
- 텔레비전의 황금기, c. 1949~1960년 미국
- 텔레비전의 황금기(2000년대~현재)
- 방송 연혁
- 영화의 역사
- 저널리즘의 역사
- 라디오의 역사
- 통신의 역사
- 연극의 역사
- 화상통화의 역사
- 유튜브의 역사
- 실험적인 텔레비전 방송국 목록
- 텔레비전 연도 목록
  - 미국 텔레비전 연도 목록
- 문트칭
- 가장 오래된 텔레비전 방송국
- TV 명예의 전당
- 국가별 컬러 TV 도입 일정
- 국가의 텔레비전 도입 일정

## 서지
- Abramson, Albert (1987). 《The History of Television, 1880 to 1941》. Jefferson, NC: McFarland & Co. ISBN 0-89950-284-9.
- Abramson, Albert (2003). 《The History of Television, 1942 to 2000》. Jefferson, NC: McFarland & Co. ISBN 0-7864-1220-8.
- Beyer, Rick (2003). 《The Greatest Stories Never Told: 100 tales from history to astonish, bewilder, & stupefy》. A&E Television Networks. ISBN 0-06-001401-6.
- Burns, R. W. (1998). 《Television: An International History of the Formative Years》. IEE History of Technology Series 22. London: Institution of Electrical Engineers. ISBN 0-85296-914-7.
- 《Inventors and Inventions》. Marshall Cavendish. 2007. ISBN 978-0-7614-7763-1.
- Dunlap, Orrin E. (1942). 《The Future of Television. New York and London: Harper Brothers》.
- Everson, George (1949). 《The Story of Television, The Life of Philo T. Farnsworth》. New York: W. W. Norton & Co. ISBN 978-0-405-06042-7.
- Fisher, David E.; Fisher, Marshall Jon (1996). 《Tube: the Invention of Television》. Washington: Counterpoint. ISBN 1-887178-17-1.
- Hart, Jeffrey A. (2004). 《Television, technology, and competition: HDTV and digital TV in the United States, Western Europe, and Japan》 (PDF). New York: Cambridge University Press. ISBN 0-521-82624-1. 2012년 5월 15일에 원본 문서 (PDF)에서 보존된 문서.
- Huurdeman, Anton A. (2003). 《The Worldwide History of Telecommunications》. Wiley-IEEE. ISBN 978-0-471-20505-0.
- Lohr, Lenox (1940). 《Television Broadcasting》. New York: McGraw Hill.
- Meyrowitz, Joshua (1985). 《No Sense of Place》. New York: Oxford University Press.
- Shiers, George; Shiers, May (1997). 《Early Television: A Bibliographic Guide to 1940》. Garland Reference Library of Social Science. Garland Publishing Inc. ISBN 978-0-8240-7782-2.

틀:TV 프로덕션